# Rhône
Cet article concerne le fleuve. Pour les autres significations, voir Rhône (homonymie).
Cet article possède un paronyme, voir Rhôme.
Le Rhône (prononcé [ʁon] en français standard ou [ˈʁɔ.nə] dans le Midi de la France) est un fleuve d'Europe, long de 812 kilomètres (un tiers en Suisse et deux tiers en France).
Il prend sa source dans le glacier du Rhône, en Suisse, à une altitude de 2 209 m, à l'extrémité orientale du Valais, dans le massif des Alpes uranaises. Il parcourt 290 km en Suisse, se jetant dans le Léman pour en sortir à Genève. Il entre ensuite en France, où il parcourt 522 km, selon l'Encyclopédie Larousse, ou 545 km, selon le SANDRE, prenant son virage vers le sud à Lyon. Il termine son cours dans le delta de Camargue pour se jeter dans la mer Méditerranée. Port-Saint-Louis-du-Rhône est la dernière ville traversée par le Rhône.
De tous les fleuves s'écoulant en Méditerranée, le débit du Rhône est le deuxième plus important après celui du Nil, si l'on ne tient pas compte de la mer Noire, où se jettent en particulier le Danube et le Don. Finissant son cours dans une mer sans marée, le fleuve a formé un delta avec des bras qui se sont déplacés principalement d'ouest en est au cours de l'histoire. Désormais endigué, ce delta est figé, hormis lors de crues exceptionnelles comme en 1993, 1994 et 2003.
Il est parfois identifié à l'Éridan, qui est le nom d'un dieu fleuve de la mythologie grecque, fils d'Océan et de Téthys.

## Hydronymie
Le nom du fleuve est attesté sous les formes Rhodanus en 62 avant J.C. [Jules César, De bello gallico, Liv I, c. 6], Rodanus fluvius en 869, Rodonus en 915, Rodeno volvente en 941, Aqua Rodani en 1265, Rozer au XIIIe siècle, Aqua Rodagni en 1460, La rivière de Rosne en 1492, Aqua Rodanni en 1493.
Selon la légende, le nom de ce fleuve remonte à la venue de Grecs en provenance de Rhodes. En effet, ils vinrent faire du commerce avec la bourgade Ligure située sur le haut de la colline de l'Hauture, Thelinée (plus tard Arles) se trouvant juste au-dessus d'un fleuve important qui se dirigeait vers la Méditerranée toute proche. Ces Grecs de Rhodes lui donnèrent le nom de leur ville, Rhodes d'où par la suite le couloir rhodanien et plus tard les Romains le nommèrent Rhodanus. Pline l'Ancien, dans son Histoire naturelle, estimait que le Rhône tire bien son nom de Rhoda ou Rhodanusia, colonie de Rhodiens bâtie jadis à l’une de ses embouchures, aux environs d'Aigues-Mortes.
En réalité, le nom est pré-celtique ou plus probablement celtique, même si les plus anciennes attestations du nom se trouvent chez les auteurs grecs ou romains.
Albert Dauzat propose un radical indo-européen *rod-, alternance de *red- « couler », suivi par un suffixe atone pré-latin -ǎnus. Mais il n'exclut pas un préfixe intensif ro- et le radical celtique ou pré-celtique dan-. Cette hypothèse est corroborée par Pierre-Yves Lambert qui signale le même élément danu- dans le nom celtique du Danube (Danuuios) et le rapproche de l'irlandais dánae « audacieux, hardi, violent ». Une racine indo-européenne *dānu- « fleuve » se retrouverait dans le nom du Don, de *dā- « couler ».
Dans les autres langues qu'on rencontre le long de son cours, le Rhône est appelé :
- Där Rottu en walser. En allemand, la forme die Rhone est usitée, sauf en Haut-Valais où on utilise der Rotten sous l'influence du walser ;
- (Lo) Rôno [ (lɔ).ˈro.nɔ] en arpitan. Les noms des rivières n'ont normalement pas d'article, mais l'utilisation d'un article est aujourd'hui commune pour certains grands fleuves sous l'influence du français ;
- (Lo) Ròse [ (lu).ˈrɔ.ze] en occitan provençal. Ici aussi, les noms des rivières n'ont normalement pas d'article, mais l'utilisation d'un article est aujourd'hui commune pour certains grands fleuves sous l'influence du français.

Le Rhône a donné son nom :
- au département français du Rhône ;
- au département français des Bouches-du-Rhône ;
- à l'ancien département révolutionnaire de Rhône-et-Loire ;
- à l'ancienne région française Rhône-Alpes et la nouvelle région Auvergne-Rhône-Alpes.

## Géographie

### Subdivisions territoriales traversées de l'amont vers l'aval

#### En Suisse
Communes traversées ou longées par canton :
- Valais : le long du Rhône : Obergoms, Goms, Bellwald, Ernen, Fiesch, Lax, Grengiols, Bister, Mörel-Filet, Riederalp, Bitsch, Termen, Naters, Brigue-Glis, Viège, Lalden, Baltschieder, Ausserberg, Rarogne, Niedergesteln, Steg-Hohtenn, Gampel-Bratsch, Turtmann-Unterems, Loèche, Varonne, Salquenen, Chippis, Sierre, Saint-Léonard, Grône, Sion, Conthey, Vétroz, Nendaz, Ardon, Chamoson, Riddes, Leytron, Saillon, Saxon, Fully, Martigny, Dorénaz, Vernayaz, Evionnaz, Collonges, Saint-Maurice, Massongex, Monthey, Collombey-Muraz, Vouvry, Port-Valais, puis sur la rive gauche du Léman : Saint-Gingolph ;
- Vaud : le long du Rhône : Lavey-Morcles, Bex, Ollon, Aigle, Yvorne, Chessel, Noville, puis sur la rive droite du Léman : Villeneuve, Veytaux, Montreux, La Tour-de-Peilz, Vevey, Corseaux, Chardonne, Saint-Saphorin, Rivaz, Puidoux, Bourg-en-Lavaux, Lutry, Paudex, Pully, Lausanne, Saint-Sulpice, Préverenges, Morges, Tolochenaz, Saint-Prex, Buchillon, Allaman, Perroy, Rolle, Bursinel, Dully, Gland, Prangins, Nyon, Crans, Founex, Coppet, Tannay, Mies ;
- Genève : sur la rive droite du Léman : Céligny, Versoix, Genthod, Bellevue, Pregny-Chambésy, Genève, puis sur la rive gauche du Léman : Hermance, Anières, Corsier, Collonge-Bellerive, Cologny, puis le long du Rhône : Lancy, Onex, Vernier, Bernex, Satigny, Aire-la-Ville, Russin, Cartigny, Dardagny, Avully, Chancy.

#### En France
Communes traversées ou longées par département :

##### Région Auvergne-Rhône-Alpes
- Haute-Savoie : sur la rive gauche du Léman : Saint-Gingolph, Meillerie, Lugrin, Maxilly-sur-Léman, Neuvecelle, Évian-les-Bains, Publier, Thonon-les-Bains, Anthy-sur-Léman, Margencel, Sciez, Excenevex, Yvoire, Nernier, Messery, Chens-sur-Léman, puis le long du Rhône : Vulbens, Chevrier, Clarafond-Arcine, Éloise, Saint-Germain-sur-Rhône, Franclens, Challonges, Bassy, Seyssel ;
- Savoie : Motz, Serrières-en-Chautagne, Ruffieux, Vions, Chanaz, Lucey, Jongieux, Yenne, La Balme, Champagneux, Saint-Genix-les-Villages ;
- Ain : Challex, Pougny, Collonges, Léaz, Valserhône, Billiat, Injoux-Génissiat, Surjoux-Lhopital, Chanay, Corbonod, Seyssel, Anglefort, Culoz-Béon, Lavours, Cressin-Rochefort, Massignieu-de-Rives, Parves et Nattages, Virignin, Brens, Peyrieu, Murs-et-Gélignieux, Brégnier-Cordon, Groslée-Saint-Benoit, Lhuis, Briord, Montagnieu, Serrières-de-Briord, Villebois, Sault-Brénaz, Saint-Sorlin-en-Bugey, Lagnieu, Saint-Vulbas, Loyettes, Saint-Maurice-de-Gourdans, Balan, Niévroz, Thil, Beynost, Saint-Maurice-de-Beynost, Miribel, Neyron ;
- Métropole de Lyon : Jonage, Meyzieu, Décines-Charpieu, Vaulx-en-Velin, Rillieux-la-Pape, Villeurbanne, Caluire-et-Cuire, Lyon, La Mulatière, Oullins-Pierre-Bénite, Saint-Fons, Irigny, Feyzin, Solaize, Vernaison, Grigny-sur-Rhône, Givors ;
- Rhône : Jons, Sérézin-du-Rhône, Ternay, Loire-sur-Rhône, Saint-Romain-en-Gal, Sainte-Colombe, Saint-Cyr-sur-le-Rhône, Ampuis, Tupin-et-Semons, Condrieu ;
- Isère : Aoste, Les Avenières Veyrins-Thuellin, Le Bouchage, Brangues, Saint-Victor-de-Morestel, Creys-Mépieu, Bouvesse-Quirieu, Montalieu-Vercieu, Porcieu-Amblagnieu, Vertrieu, La Balme-les-Grottes, Hières-sur-Amby, Vernas, Saint-Romain-de-Jalionas, Chavanoz, Anthon, Villette-d'Anthon, Chasse-sur-Rhône, Seyssuel, Vienne, Reventin-Vaugris, Chonas-l'Amballan, Saint-Prim, Les Roches-de-Condrieu, Saint-Clair-du-Rhône, Saint-Alban-du-Rhône, Saint-Maurice-l'Exil, Le Péage-de-Roussillon, Salaise-sur-Sanne, Sablons ;
- Loire : Vérin, Saint-Michel-sur-Rhône, Chavanay, Saint-Pierre-de-Bœuf ;
- Drôme : Saint-Rambert-d'Albon, Andancette, Laveyron, Saint-Vallier, Ponsas, Serves-sur-Rhône, Érôme, Gervans, Crozes-Hermitage, Tain-l'Hermitage, Mercurol-Veaunes, La Roche-de-Glun, Bourg-lès-Valence, Valence, Portes-lès-Valence, Étoile-sur-Rhône, Livron-sur-Drôme, Loriol-sur-Drôme, Saulce-sur-Rhône, Les Tourrettes, La Coucourde, Savasse, Ancône, Montélimar, Châteauneuf-du-Rhône, Donzère, Pierrelatte ;
- Ardèche : Limony, Serrières, Peyraud, Champagne, Saint-Désirat, Andance, Sarras, Ozon, Arras-sur-Rhône, Vion, Lemps, Saint-Jean-de-Muzols, Tournon-sur-Rhône, Mauves, Glun, Châteaubourg, Cornas, Saint-Péray, Guilherand-Granges, Soyons, Charmes-sur-Rhône, Saint-Georges-les-Bains, Beauchastel, La Voulte-sur-Rhône, Rompon, Le Pouzin, Baix, Cruas, Meysse, Rochemaure, Le Teil, Viviers, Saint-Montan, Bourg-Saint-Andéol, Saint-Marcel-d'Ardèche, Saint-Just-d'Ardèche.

##### Région Occitanie
- Gard : Pont-Saint-Esprit, Saint-Alexandre, Vénéjan, Saint-Étienne-des-Sorts, Chusclan, Codolet, Laudun-l'Ardoise, Montfaucon, Roquemaure, Sauveterre, Villeneuve-lès-Avignon, Les Angles, Aramon, Vallabrègues, Beaucaire, Fourques, Saint-Gilles, Vauvert.

##### Région Provence-Alpes-Côte d'Azur
- Vaucluse : Lapalud, Lamotte-du-Rhône, Mondragon, Mornas, Piolenc, Caderousse, Orange, Châteauneuf-du-Pape, Sorgues, Avignon ;
- Bouches-du-Rhône : Barbentane, Boulbon, Saint-Pierre-de-Mézoargues, Tarascon, Arles, Saintes-Maries-de-la-Mer, Port-Saint-Louis-du-Rhône.

### Bassin versant

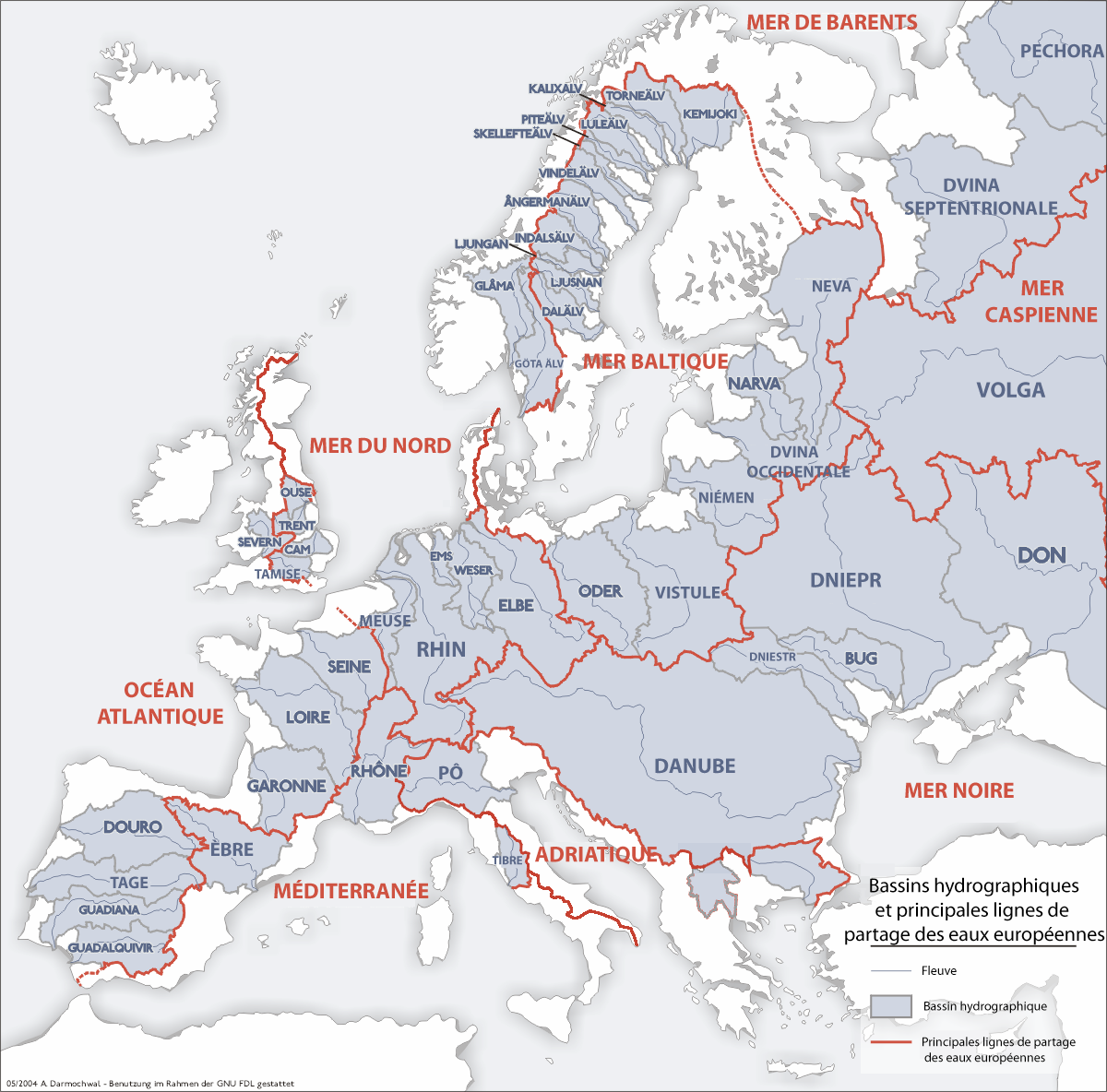
Carte des lignes de partage des eaux des principaux fleuves européens.

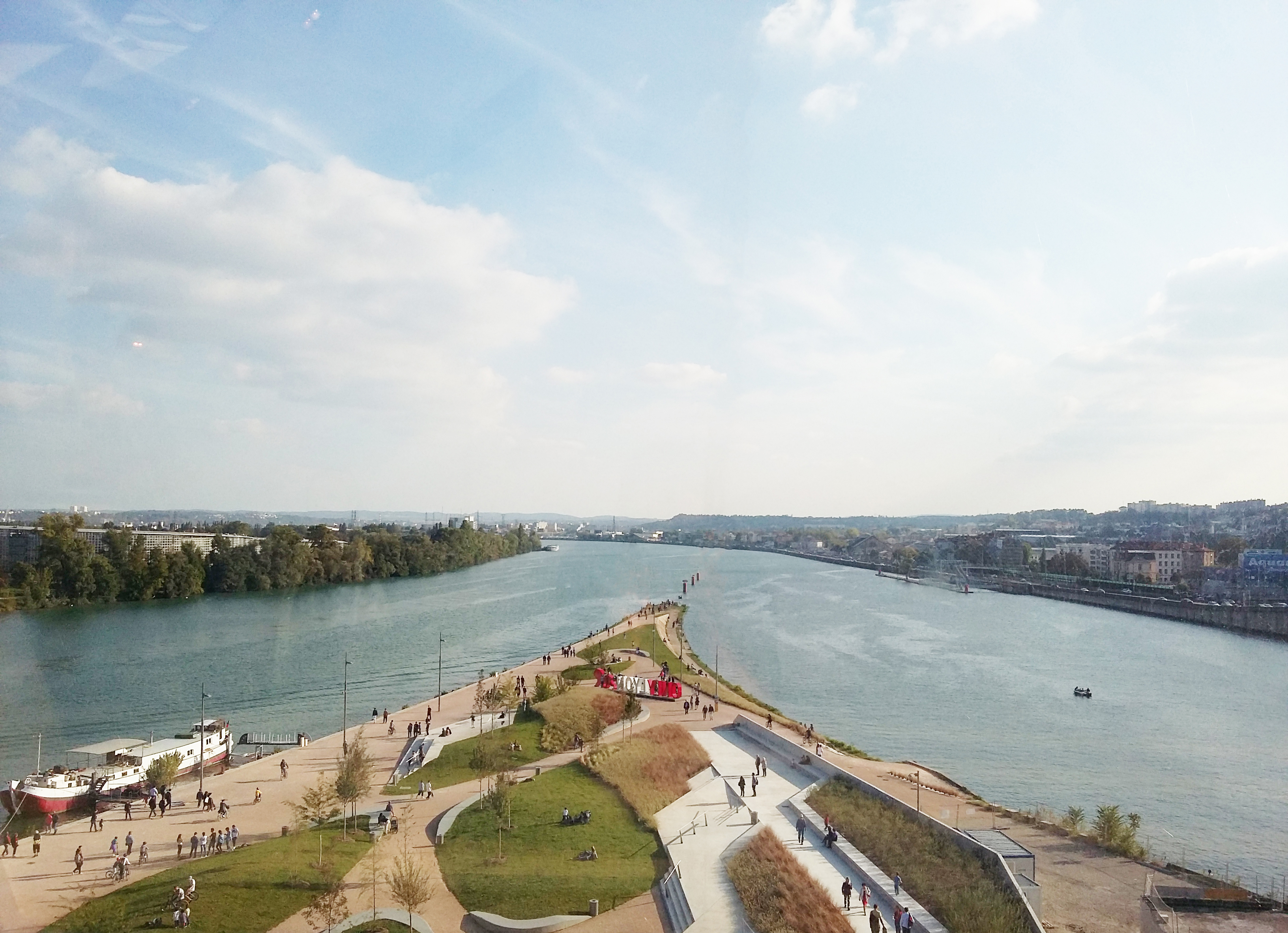
Confluence du Rhône et de la Saône à Lyon.

Le bassin versant du Rhône est situé sur deux pays : la Suisse et la France. Il mesure en tout 97 800 km2, dont 90 000 km2 en France, soit environ 17 % de la superficie de la France métropolitaine, et 7 800 km2 en Suisse, soit 18,89 % de la superficie de la Suisse.
Les tripoints hydrographiques aux extrémités des lignes de partage des eaux séparant le bassin versant du Rhône de ses principaux voisins sont :
- avec le bassin du Pô vers l'Adriatique et celui du Rhin vers la mer du Nord : en Suisse, au sommet du Witenwasserenstock dans les Alpes lépontines (46° 31′ 42″ N, 8° 28′ 27″ E, altitude : 3 082 m), tripoint des communes d'Obergoms en Valais, de Realp dans le canton d'Uri et de Bedretto dans le Tessin ; vers le sud et l'ouest, la ligne de partage des eaux avec le bassin du Pô suit la ligne de crête des Alpes pennines sur la frontière italo-suisse, à l'exception de la région de Gondo (bassin du Pô) en Valais, puis en grande partie la frontière franco-italienne à travers les Alpes ;
- avec le bassin du Rhin et celui de la Meuse vers la mer du Nord : dans les Vosges, sur la commune de Thuillières (47° 56′ 29″ N, 6° 00′ 40″ E, altitude : 453 m), au lieu-dit Haut de Dimon ; vers l'est puis le sud, la longue et sinueuse ligne de partage des eaux passe à travers le massif des Vosges, la trouée de Belfort, le massif du Jura, le Plateau suisse et les Alpes bernoises ;
- avec le bassin de la Meuse et celui de la Seine vers la Manche : en Haute-Marne sur le plateau de Langres, sur la commune de Val-de-Meuse (47° 56′ 29″ N, 5° 30′ 20″ E, altitude : 453 m), au sud des vestiges de la voie romaine de Langres à Bourbonne-les-Bains, à proximité du chemin de Falouande ;
- avec le bassin de la Seine et celui de la Loire vers l'océan Atlantique : en Côte-d'Or, sur la commune de Meilly-sur-Rouvres, identifié (sur la carte IGN) au château d'eau du chemin communal de la Vachère, en bordure de la « Pièce du Pâtis » (47° 12′ 16″ N, 4° 33′ 07″ E, altitude : 440 m) ;
- avec le bassin de la Loire et celui de la Garonne vers l'océan Atlantique : dans le Massif central en Lozère, sur la commune d'Allenc très près de la limite de celle de Belvezet, à un « sommet » du mont Planas (44° 33′ 12″ N, 3° 43′ 23″ E, altitude : 1 271 m), au nord-ouest du « Carrefour de la Pierre Plantée » avec un menhir à proximité.

En Suisse, le bassin versant du Rhône n'est pas contigu. En effet, il est constitué de deux zones distinctes l'une de l'autre. Le cours principal du Rhône ainsi que ses affluents directs coulent dans le sud-ouest du pays avant de rejoindre le Léman, néanmoins une partie du bassin versant du Doubs arrose les cantons de Neuchâtel et du Jura dans le nord-ouest de la Suisse. Le Doubs rejoint la Saône en Bourgogne qui elle-même rejoint le Rhône à Lyon. Ainsi les eaux du bassin versant du Rhône se rejoignent très en aval de la sortie du territoire suisse. De même, l'Arve dont le cours et le bassin sont très majoritairement situés en France, rejoint le Rhône dans le canton de Genève.
En France, d'autres bassins versants plus petits voisinent celui du Rhône, ceux de l'Argens et du Var sur sa rive gauche ou l'Hérault sur sa rive droite.

### Cours

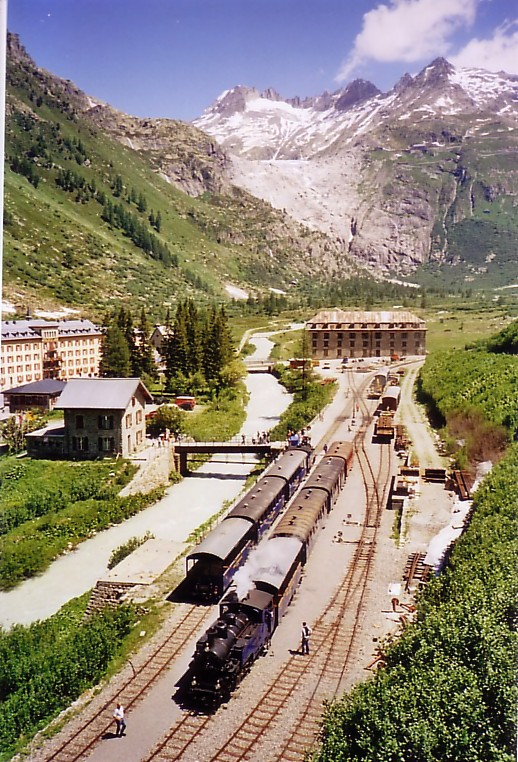
En second plan le glacier du Rhône, au premier plan le Rhône coulant le long des voies ferrées à Gletsch.

Le Rhône naît des eaux de fonte du glacier du Rhône, à l'extrémité orientale du canton du Valais en Suisse, il porte alors le nom de Rotten jusqu'à Sierre. Le glacier du Rhône est situé à la jonction de deux importants massifs des Alpes : les Alpes uranaises et les Alpes valaisannes. Autour du glacier se trouvent quelques sommets de plus de 3 000 mètres : le Dammastock (3 631 m), le Galenstock (3 586 m) ou le Tieralplistock (3 382 m). En 2007, la langue glaciaire se terminait à une altitude de 2 250 mètres non loin de la route d'accès au col de la Furka. De là, le Rhône coule vers le sud-ouest en passant par Gletsch puis coule dans la vallée de Conches. Dans cette vallée il reçoit différents torrents de montagne tels, sur sa rive gauche, l'Agene, le Milibach et la Minna et, sur sa rive droite, la Minstigerbach et la Wysswasser. Son parcours est d'environ 35 kilomètres jusqu'à Brigue.
Peu avant d'atteindre Brigue, il reçoit les eaux de la Massa en provenance du glacier d'Aletsch (plus grand glacier des Alpes). La vallée qu'il emprunte porte dès lors son nom, la vallée du Rhône. Cette vallée coule tout d'abord en direction de l'ouest sur une trentaine de kilomètres jusqu'à Loèche, puis vers le sud-ouest sur une cinquantaine de kilomètres jusqu'à Martigny. C'est une vallée intérieure des Alpes, elle est parallèle à la ligne de crête des Alpes bernoises au nord et des Alpes valaisannes au sud. De ces deux massifs coulent de nombreux torrents de montagne.

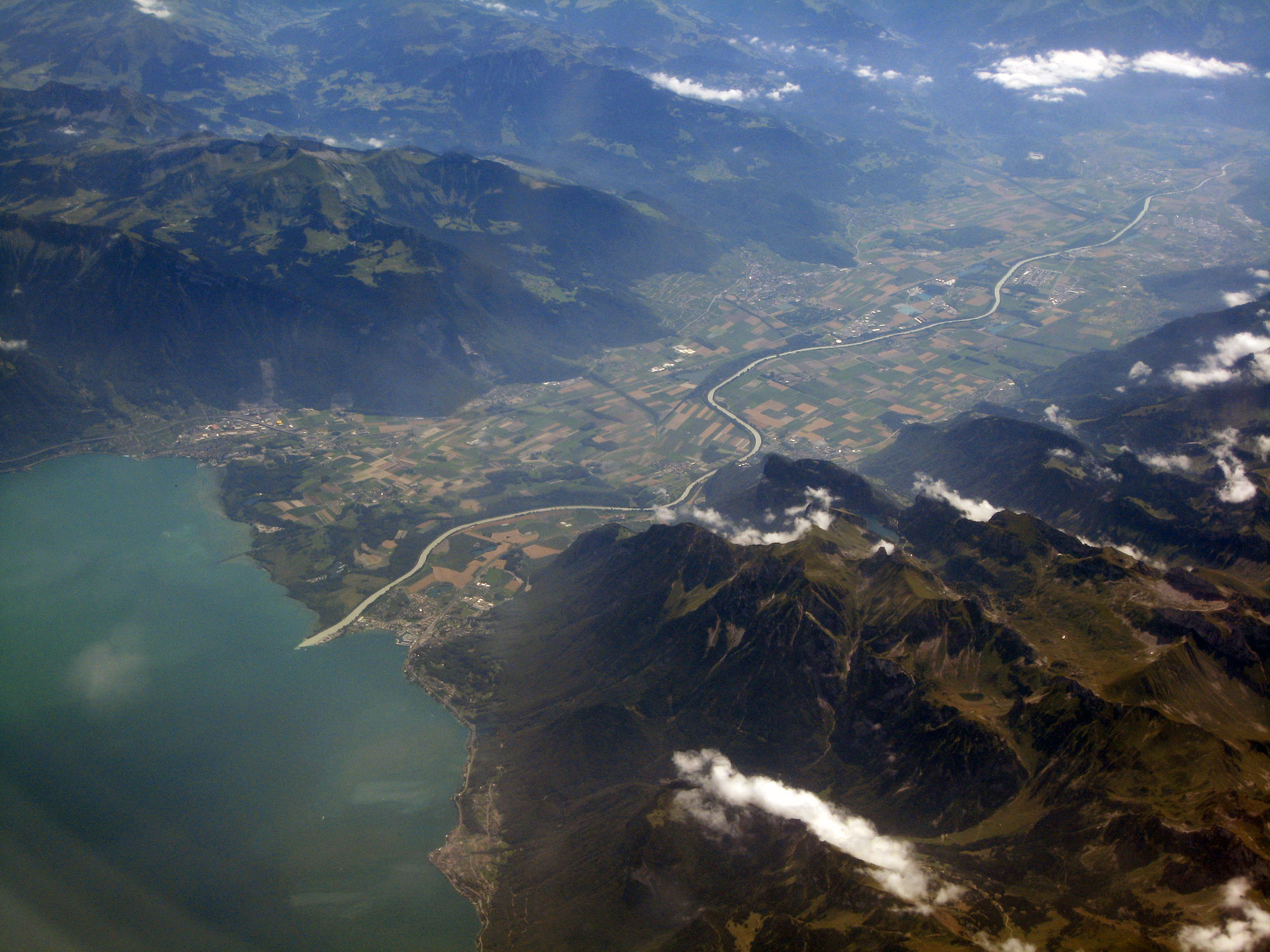
La vallée du Rhône dans le Chablais et l'embouchure du fleuve dans le Léman.

À Martigny, où il reçoit les eaux de la Dranse sur sa rive gauche, le cours du Rhône fait un fort virage en direction du nord. En direction du Léman, il passe à Saint-Maurice dans un verrou glaciaire qui a longtemps donné à la vallée du Rhône une importance stratégique pour le contrôle des cols alpestres. Le Rhône marque ensuite la frontière entre les cantons du Valais (rive gauche) et de Vaud (rive droite), séparant le Chablais valaisan et le Chablais vaudois. Il se jette dans le Léman à l'est du lac à proximité du Bouveret et de la réserve naturelle des Grangettes. Le plongeon des eaux brunâtres du fleuve, chargées d'alluvions, sous celles du lac produit un tourbillon en surface, appelé localement « bataillière », à une centaine de mètres de la rive,,.
Sur une partie de son étendue le Léman marque la frontière entre la France et la Suisse. Sur sa rive gauche le Léman reçoit la Morge. Cette rivière marque la frontière entre la Suisse (Valais) et la France (Haute-Savoie). Elle pénètre dans le Léman à Saint-Gingolph, village situé de part et d'autre de la frontière. Toujours sur sa rive gauche, il reçoit les eaux de la Dranse entre Thonon-les-Bains et Évian-les-Bains. Sur sa rive droite le lac reçoit la Venoge et la Morges. Les termes de Haut-Lac (région de la Riviera vaudoise, du Chablais suisse et Lavaux), Grand-Lac (Lausanne, Évian) et Petit-Lac (entre Yvoire et Genève) sont utilisés, même si le lac ne constitue qu'une seule entité.
L'émissaire du Léman se trouve à l'ouest du lac à Genève, où le niveau du lac est maintenu par le barrage du Seujet. À Genève, il reçoit les eaux de l'Arve en provenance du massif du Mont-Blanc. L'Arve, dont la température de l'eau ne dépasse pas 14 °C, fait chuter la température du Rhône, dans le secteur de La Jonction, et en aval, d'environ 8 °C, car l'eau du Léman en surface, a une température d'environ 20 °C, en été. Cette différence de températures peut s'avérer dangereuse pour les baigneurs, s'ils nagent en amont et en aval de la Jonction, car ils risquent l'hypothermie et une réduction de la force musculaire, voire la noyade. Plusieurs personnes se noient chaque année, avec une surreprésentation des hommes jeunes et des étrangers parmi les victimes. La méconnaissance des lieux est impliquée. Une autre explication incrimine la précarité.
Après avoir quitté la Suisse, le fleuve pénètre dans le sud du massif du Jura par le défilé de l'Écluse. Le cours du Rhône devient alors très encaissé, et le fleuve disparaissait même sous les calcaires urgoniens en amont de Bellegarde (pertes du Rhône) et de la confluence de la Valserine, affluent de rive droite. Le canyon du Rhône et les pertes sont aujourd’hui noyés sous le lac de retenue du barrage de Génissiat. À Bellegarde, le fleuve oblique en direction du sud, reçoit les eaux du Fier en rive gauche, longe la plaine autrefois marécageuse de Chautagne et passe à proximité du lac du Bourget auquel il est relié par le canal de Savières. Il poursuit son cours en direction de l'ouest, quitte le Jura après les rapides de Sault Brénaz, reçoit les eaux de la rivière d'Ain en rive droite. Il longe le plateau de la Dombes et atteint Lyon où il reçoit la Saône, son plus long affluent. Le système le plus long du bassin du Rhône n'est d'ailleurs pas le fleuve éponyme, mais le Doubs, qui mesure environ 950 kilomètres depuis sa source jusqu'à la Méditerranée (453 kilomètres de la source à la Saône, 167 kilomètres de Verdun-sur-le-Doubs à Lyon, et 330 kilomètres de Lyon à Port-Saint-Louis-du-Rhône).
À partir de Lyon, il coule vers le sud, entre les Alpes et le Massif central. En Ardèche, entre Andance et Tournon, il forme une vallée épigénique. Il reçoit les eaux de l'Isère en amont de Valence, celles de la Drôme (rive gauche), de l'Ardèche (rive droite), de l'Ouvèze (rive gauche) et enfin de la Durance en aval de la ville d'Avignon. En amont de Beaucaire, il reçoit le Gardon. À hauteur d'Arles, il se partage en deux bras : le Grand-Rhône à l'est et le Petit-Rhône à l'ouest, entre lesquels se situe le delta de la Camargue, avant de se jeter dans la mer Méditerranée.

### Principaux affluents
Liste des principaux affluents directs du Rhône (longueur supérieure à 100 km, ou bassin versant supérieur à 1 000 km2 ou débit moyen (module) supérieur à 10 m3/s connu au plus proche de la confluence) et situés avec leur confluence par :
- la distance (km) avec la limite sud du delta du Rhône (43° 19′ 54″ N, 4° 50′ 55″ E) selon son écoulement à l'aval ;
- l'altitude (m) (du plan d'eau en débit moyen, estimé au mieux d'après carte topographique) ;
- la rive ;
- le pays et le nom du département / du canton (amont si limite interdépartementale) ;
- la commune de la pointe de confluence ;
- les coordonnées.

puis avec les trois données comparables à celles de l'affluent, pour le Rhône (juste à l'amont de la confluence) :

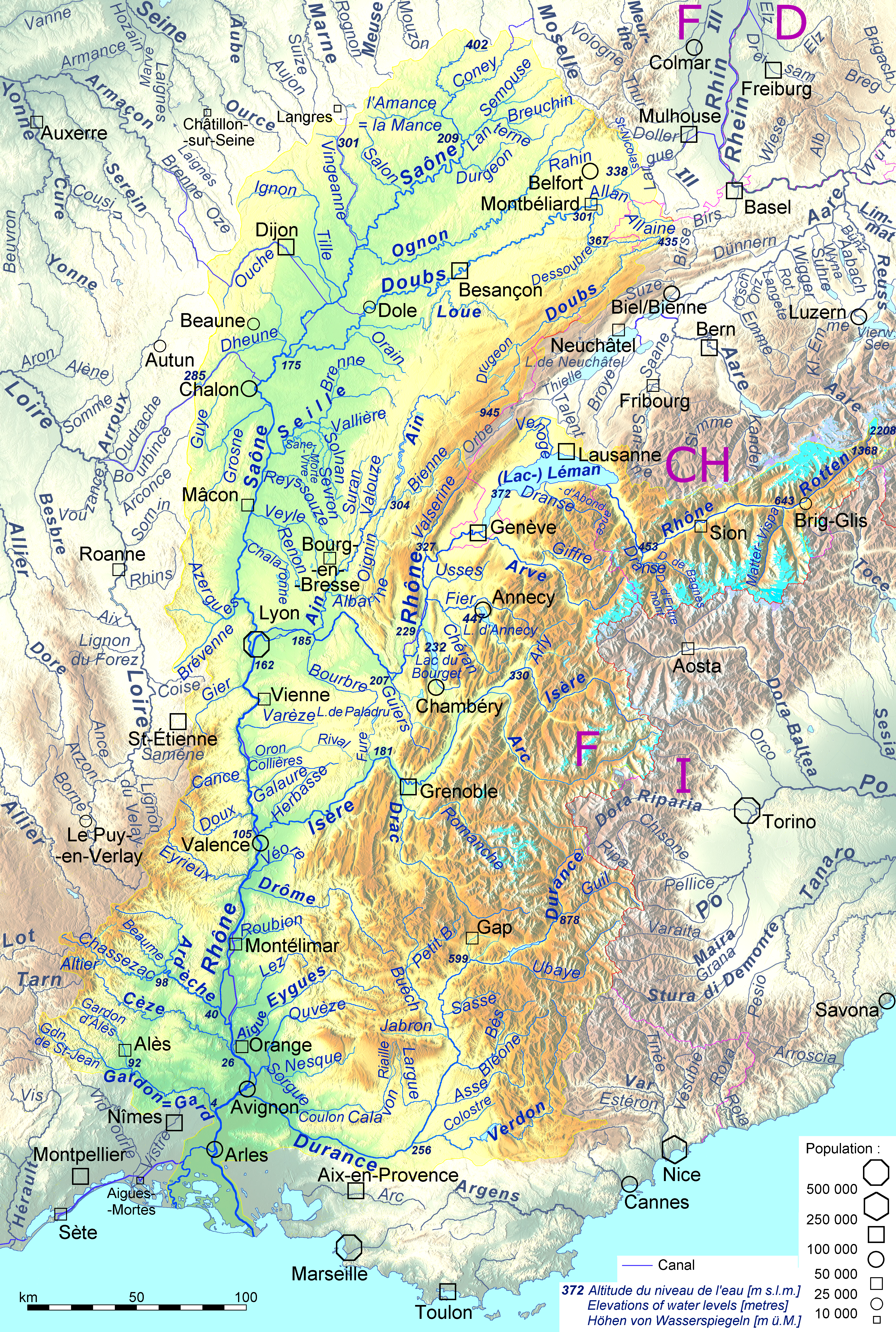
Le bassin du Rhône avec tous les affluents d'une longueur supérieure à 36 km.

En Suisse, les principaux affluents du fleuve sont la Massa, la Saltina, la Vispa, la Lonza, la Turtmänna, la Raspille, la Navizence, la Rèche, la Lienne, la Borgne, la Sionne, la Morge, la Lizerne, la Faraz, la Losentse, la Salentse, la Drance, le Trient, l'Avançon, la Vièze, la Gryonne, la Grande Eau, la Veveyse, la Venoge, l'Arve et l'Allondon.
En France, les affluents majeurs (plus de 100 m3/s) sont la Saône (rd), l'Isère (rg), la Durance (rg) et l'Ain (rd). Parmi les autres affluents (moins de 100 m3/s), notons la Dranse (rg), l'Arve (rg), qui naît en France mais rejoint le Rhône en Suisse, l'Annaz (rd), la Valserine (rd), les Usses (rg), le Fier (rg), le Séran (rd), le Furans (rd), le Guiers (rg), la Bièvre (rg), la Bourbre (rg), la Sereine (rd), l'Yzeron (rd), l'Ozon (rg), le Garon (rd), le Gier (rd), la Sévenne (rg), la Gère (rg), la Varèze (rg), le Dolon (rg), les Collières (rg), la Cance (rd), l'Ay (rd), la Galaure (rg), le Doux (rd), la Véore (rg), l'Eyrieux (rd), la Drôme (rg), l'Ouvèze (rd), la Payre (rd), le Roubion (rg), l'Escoutay (rd), la Berre (rg), l'Ardèche (rd), le Lauzon (rg), le Lez (rg), la Cèze (rd), l'Eygues (rg), l'Ouvèze (rg) et le Gardon (rd).

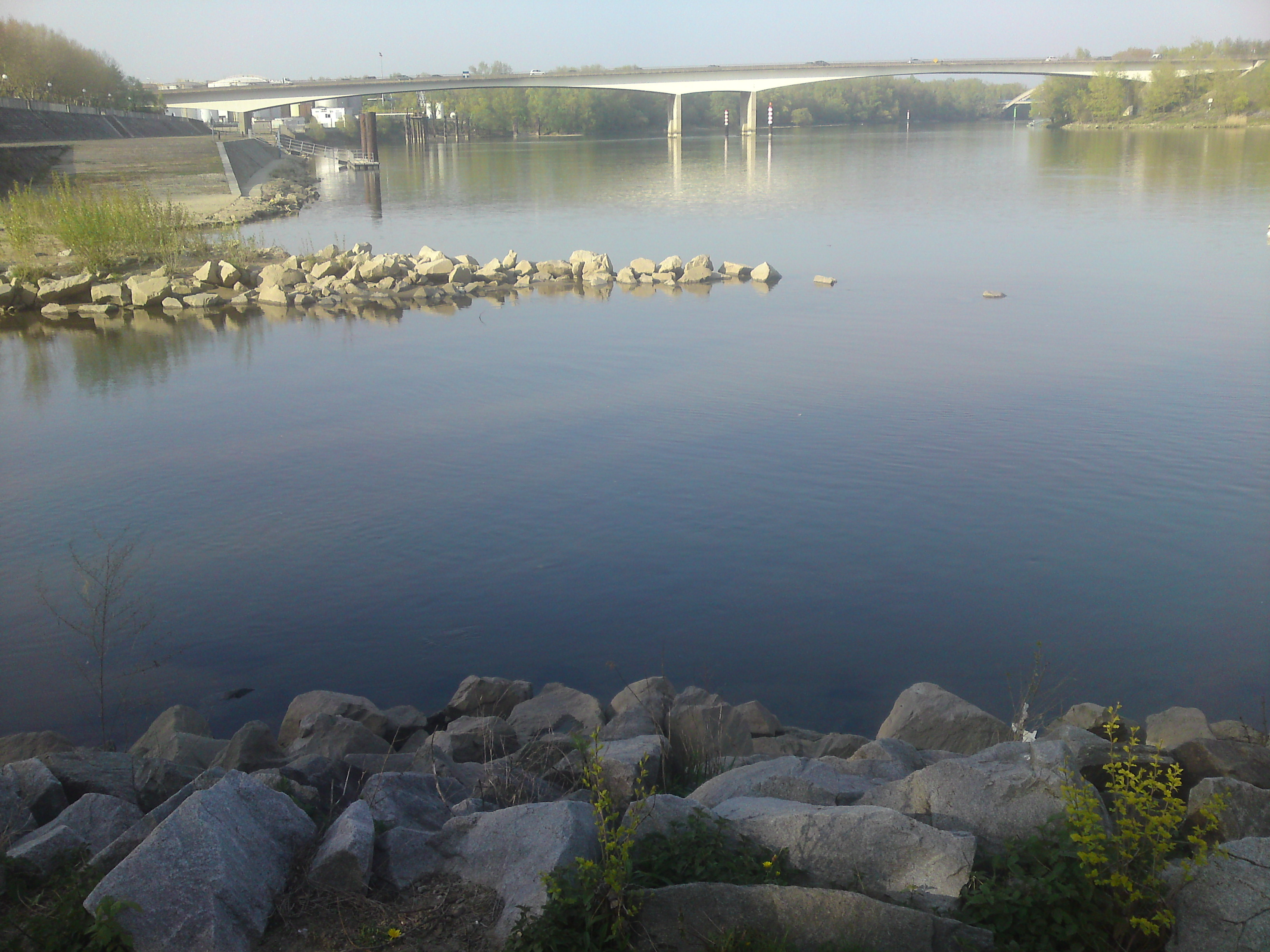
Confluence Gier (en bas à gauche) - Rhône (à droite, en haut) à Givors.
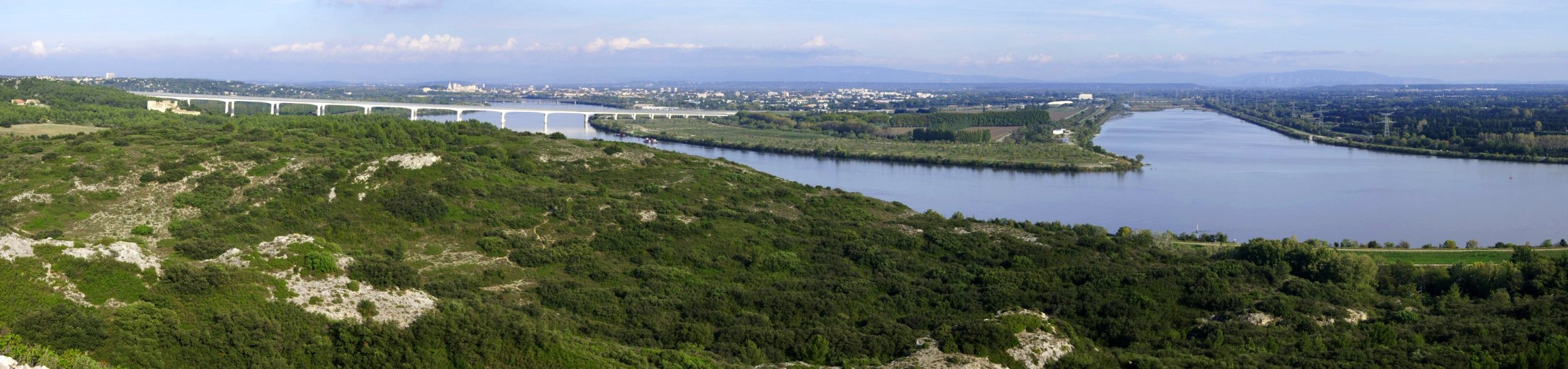
Confluence Durance (à droite, en haut) - Rhône (à gauche, en bas) à Avignon.

Diagramme comparatif des bassins versants des principaux affluents, supérieurs à 1 000 km2 :

### Géographie urbaine
Le Rhône traverse notamment les localités et les villes suisses de Gletsch, première localité traversée, Brigue-Glis, Viège, Sierre, Sion, Martigny, Saint-Maurice, Monthey puis sur rive droite du Léman, Villeneuve, Montreux, La Tour-de-Peilz, Vevey, Pully, Lausanne, Morges, Gland, Nyon, Versoix et, sur rive gauche du Léman, les villes françaises de Thonon-les-Bains et Évian-les-Bains.
Après Genève, il arrose Vernier, Lancy, Onex, Bernex dans le canton de Genève puis Valserhône, Culoz, Belley, Montalieu-Vercieu, Sault-Brénaz, Saint-Sorlin-en-Bugey, Lagnieu, Saint-Vulbas, Jonage, Meyzieu, Vaulx-en-Velin, Villeurbanne, Caluire-et-Cuire, Lyon, La Mulatière, Oullins-Pierre-Bénite, Saint-Fons, Irigny, Feyzin, Vernaison, Givors, Chasse-sur-Rhône, Loire-sur-Rhône, Saint-Romain-en-Gal, Sainte-Colombe, Vienne, Condrieu, Saint-Michel-sur-Rhône, Chavanay, Saint-Pierre-de-Bœuf, Saint-Alban-du-Rhône, Serrières, Le Péage-de-Roussillon, Tournon-sur-Rhône, Valence, Le Pouzin, Cruas, Montélimar, Viviers, Pierrelatte, Pont-Saint-Esprit, Orange, Avignon, Villeneuve-lès-Avignon, Vallabrègues, Beaucaire, Tarascon, Arles où il se sépare en deux. Le Grand-Rhône se jette dans la mer à Port-Saint-Louis-du-Rhône et le Petit-Rhône au niveau des Saintes-Maries-de-la-Mer.

### Historique: un fleuve frontière

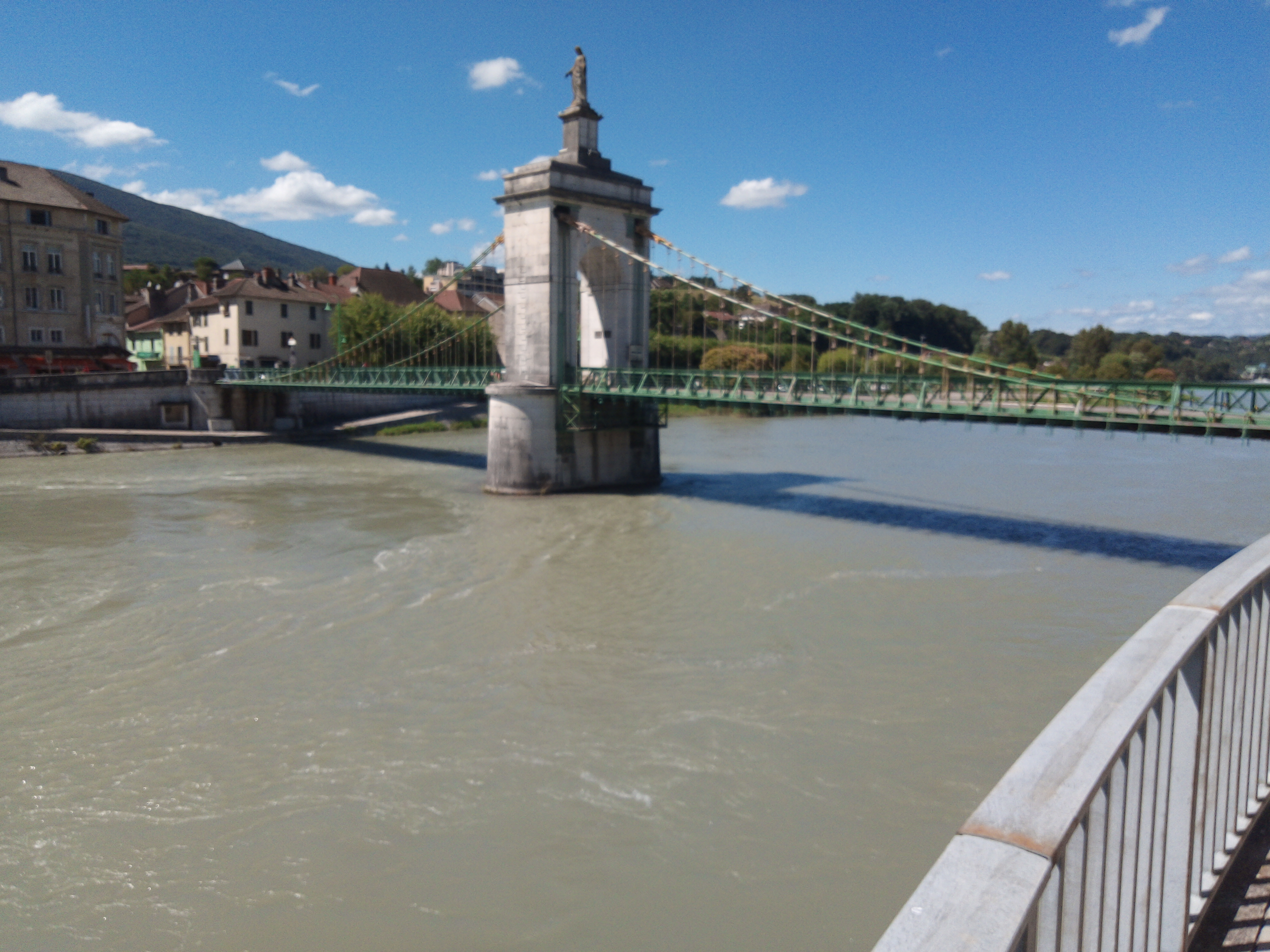
Pont anciennement international sur le Rhône à Seyssel.

De 1720 à 1792 et de 1816 à 1860, le Rhône marquait la frontière entre la France et le royaume de Sardaigne de Pougny (Ain) à Brégnier-Cordon (Ain). Cela explique la présence d'un couple de ville-frontière homonyme de part et d'autre du fleuve sur ce parcours, Seyssel, avec Seyssel côté français, actuellement dans l'Ain, et Seyssel côté savoyard, actuellement en Haute-Savoie.

### Aménagement économique
Les grands travaux d'aménagement économique du Rhône ont été principalement le fait de la Compagnie nationale du Rhône qui a également pour mission d'entretenir et moderniser ces aménagements. On lui doit l'édification d'ouvrages hydroélectriques qui ont permis de réguler les crues tout en produisant de l'énergie non polluante, de plus de quinze milliards de kWh en 2007.
Le trafic fluvial reste important malgré l'absence d'un canal à fort gabarit entre le Rhône et le Rhin (la mise à grand gabarit du canal du Rhône au Rhin, commencée partiellement à l'est, a été abandonnée sous le gouvernement Jospin et l'impulsion de Dominique Voynet alors ministre de l'aménagement du territoire et de l'environnement). Il bénéficie du report amorcé des modes de transport, en partie, vers le fluvial. En 2007, 6 200 bateaux ont passé les écluses de Bourg-lès-Valence.
Des conventions sont signées avec les communes pour organiser l'aménagement de ports de plaisance ou d'espace de mise à l'eau. C'est ainsi que le port de Cruas a été inauguré le 30 juin 2007.
La protection de l'environnement est devenue l'une des priorités de la CNR. Diverses actions sont en cours en faveur de la faune, la flore et l'amélioration de la qualité de l'eau. L'entretien des sites classés Natura 2000 est tout particulièrement suivi, par exemple le traitement de formations envahissantes d'ambroisies et de jussies à Viviers en Ardèche. D'autres actions écologiques ont été entreprises le long du fleuve. Ainsi, en Suisse, le bois de Finges est devenu une réserve naturelle protégée ; de ce fait, la construction de l'autoroute A9 nécessite une traversée entièrement souterraine du site. Les travaux ont commencé en 2004 et dureront entre quinze et vingt ans,.
Plusieurs installations nucléaires, situées sur les rives du Rhône, prélèvent de l'eau pour assurer leur refroidissement :
- centrale nucléaire du Bugey ;
- centrale nucléaire de Saint-Alban ;
- centrale nucléaire de Cruas ;
- centrale nucléaire du Tricastin ;
- site nucléaire de Marcoule.

En outre, jusqu'en 1997, le surgénérateur Superphénix (centrale nucléaire de Creys-Malville) était également en fonctionnement sur les rives du Rhône. Depuis cette date, elle est en phase de démantèlement nucléaire.

## Hydrologie

### Régime

#### Rhône en amont du Léman
En amont du Léman, le Rhône, lui-même originaire d'un glacier et le réceptacle de cours d'eau glaciaires, possède un régime hydrologique influencé par une composante glaciaire important : son débit augmente fortement en période de fonte des glaces, ses eaux sont également chargées de matière en suspension ayant la même origine.

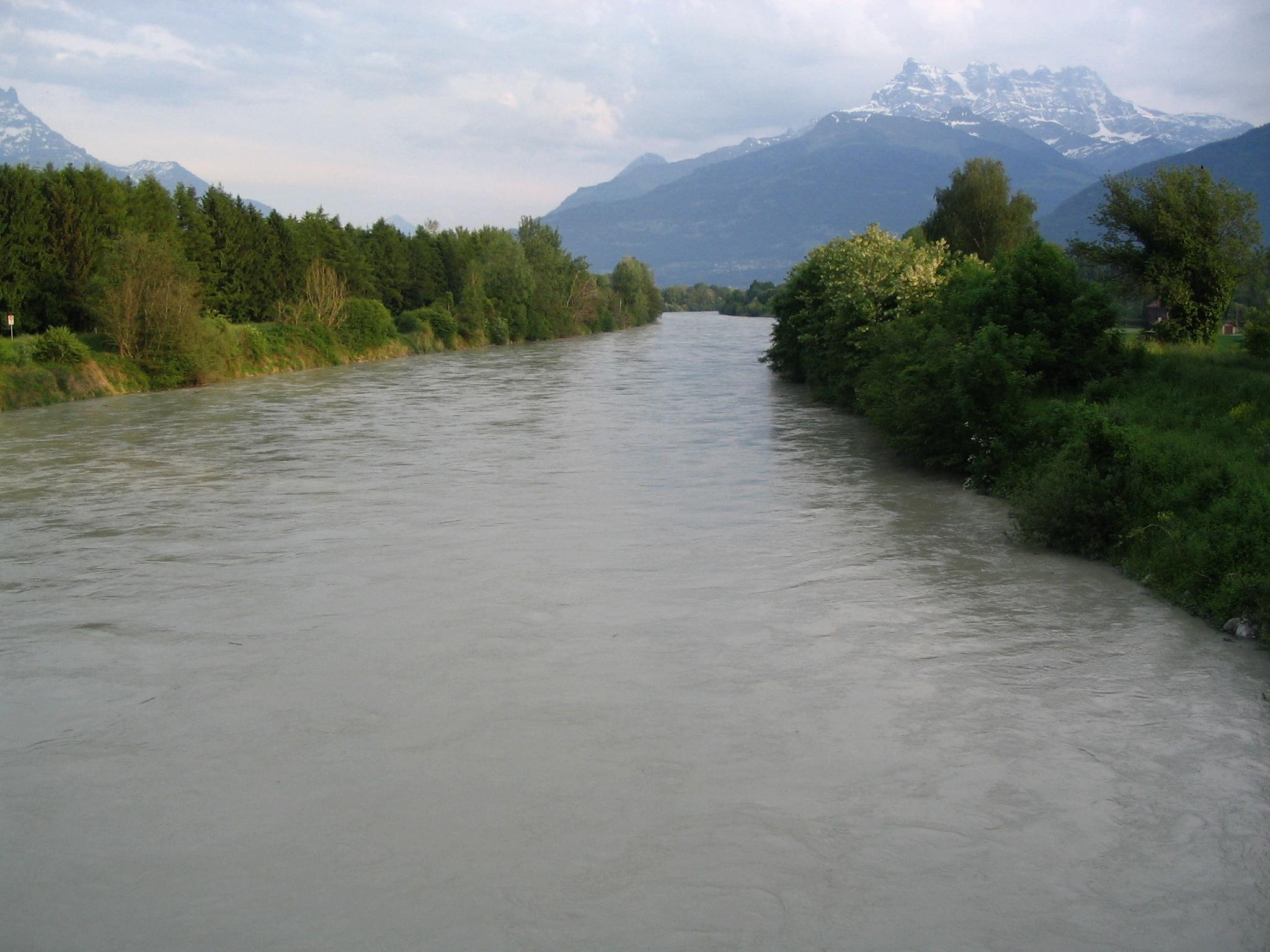
Le Rhône en amont de la Porte du Scex au niveau d'Aigle.

Le débit moyen interannuel du fleuve relevé à Brigue est de 41,6 m3/s. Son bassin versant est alors de 913 km2, a une altitude moyenne de 2 370 m et l'extension glacier représente 24,2 % de la surface du bassin versant. Le débit maximum mesuré l'a été en 2000 avec une pointe à 557 m3/s.
Le débit moyen interannuel du fleuve relevé à la Porte-du-Scex est de 182 m3/s. Son bassin versant est alors de 5 244 km2, a une altitude moyenne de 2 130 m et l'extension glacier représente 14,3 % de la surface du bassin versant.
|                       | janvier                                           | février      | mars        | avril       | mai         | juin        | juillet     | août        | septembre   | octobre      | novembre    | décembre    |
| Débit maximum (année) | 403 (2004)                                        | 520 (1970)   | 474 (1981)  | 451 (1999)  | 816 (1981)  | 940 (2008)  | 950 (1935)  | 1004 (1987) | 1088 (1993) | 1363+ (2000) | 560 (1944)  | 390- (1961) |
| Débit minimal (année) | 37.3 (1990)                                       | 33.8- (1942) | 36.7 (1942) | 45.1 (1973) | 49.9 (1938) | 98.1 (1976) | 134+ (1976) | 103 (1976)  | 67.4 (1976) | 56.1 (1989)  | 50.2 (1943) | 35.6 (1989) |
|                       | Moyenne annuelle la plus grande : 227 m3/s (1999) |              |             |             |             |             |             |             |             |              |             |             |
|                       | Débit moyen 182 m3/s                              |              |             |             |             |             |             |             |             |              |             |             |
|                       | Moyenne annuelle la plus petite : 127 m3/s (1976) |              |             |             |             |             |             |             |             |              |             |             |

#### Rhône en aval du Léman
Le régime hydraulique du Rhône est caractérisé par des maxima automnaux liés aux pluies méditerranéennes, et printaniers en raison de la fonte des neiges. L'hiver présente souvent des débits soutenus mais moins marqués et le régime hydraulique minimum est estival.
Longtemps qualifié de « fleuve fantasque », en raison de ses crues puissantes (plus de 11 000 m3/s à l’aval),, il est d’usage de parler de « fleuve dompté » depuis l’aménagement, sur sa partie française, par la CNR. En amont, sur sa partie suisse, il a subi de nombreux aménagements. Les crues de 1993-1994 et de 2002-2003 ont montré que l’aménagement hydroélectrique ne gère que les débits ordinaires, mais n’empêche en aucun cas la formation de grandes crues similaires à celles du XIXe siècle.
Le Rhône se caractérise par la diversité de son bassin versant :
- apports alpins soutenus entre mai et juillet (fonte des neiges et des glaciers) ;
- apports océaniques d’hiver, à crues lentes (Saône) ;
- apports méditerranéens et cévenols à crues violentes d’automne et étiages sévères d’été.

Il en résulte un régime hydrologique très complexe, et une très grande diversité dans la formation des crues et leur déroulement. On distingue les types de crue suivants :
- les crues océaniques, dans lesquelles la Saône joue un rôle prépondérant ;
- les crues méditerranéennes extensives (janvier 1994), avec une forte contribution des affluents méditerranéens de rive gauche (Durance, notamment) ;
- les crues cévenoles (septembre 2002) avec un rôle prépondérant des affluents méditerranéens de rive droite (Ardèche, Cèze, Gardon) ;
- les crues généralisées (type 1856) qui sont les plus dommageables.

Le débit moyen interannuel du fleuve relevé à Beaucaire est de 1 690 m3/s (données 1920-2011).
On considère que le Rhône est en crue dès que son débit dépasse les 5 000 m3/s.
Le record récent mesuré date de décembre 2003 avec un débit annoncé initialement à 13 000 m3/s à Beaucaire. Le débit a été depuis révisé à 11 500 m3/s + ou - 5 %,. Voir aussi CNR et mairie d'Arles.
Les services de l'État, pour l'évaluation du risque d'inondation (élaboration des Plans de Prévention des Risques d'Inondation, PPRI), retiennent comme crue de référence la crue de 1856, estimée à 12 500 m3/s à Beaucaire : elle serait ainsi un peu plus forte que la crue de 2003.
La plus grosse crue historique est probablement celle survenue en novembre 1548, voire celle de 580. La crue millénaire, quant à elle, est estimée à plus de 14 000 m3/s (entre 14 000 et 16 000 m3/s, selon les auteurs, avec un consensus plus marqué pour 14 000–14 500 m3/s). Le Rhône est celui des cinq grands fleuves français dont le débit est le plus élevé.

### Principales crues historiques
Vers 175 av. J.-C., une importante crue du fleuve recouvre une large partie d'Arles et provoque la destruction irrémédiable des quartiers sud. Ces quartiers périphériques méridionaux sont par la suite abandonnés pendant deux siècles. Vers 150, on a la trace d'une importante crue à Arles. Vers 280, des sources historiques indiquent une crue importante à Lyon, ravagée par une inondation. L'archéologie confirme à Arles la destruction par les eaux d'un habitat romain à la fin du IIIe siècle. L’année 346 voit une crue généralisée du Rhône.
En 563, un éboulement situé avant le Léman forme un barrage sur le Rhône avec montée des eaux en amont. La rupture du barrage provoque une vague d'eau qui créa des dégâts importants en aval y compris sur les berges du Léman. Cet événement appelé catastrophe du fort de l’Écluse ou éboulement de Tauredunum est signalé par Grégoire de Tours et Marius d'Avenches. En 579 ou 580 (plus probablement en 580), a lieu une crue d'automne avec inondation à Lyon et à Arles. À Lyon, Grégoire de Tours rapporte : « au commencement d'octobre, après deux jours de pluies continuelles, le Rhône et la Saône entrèrent en crue. Chose qui ne s'était jamais produite, les deux rivières vinrent se rejoindre au milieu de la presqu'île et formèrent un courant si violent qu'une partie des murs de la ville fut renversée, d'où l'on peut juger du nombre de maisons qui durent être entraînées par les eaux. » À Arles, le cirque romain est abandonné après cette catastrophe.
L'année 618 voit une crue probable avec des inondations.
En 808, une crue de printemps fait écrire « Cette année, l'hiver fut très « mou » et très pernicieux. On fut affligé à sa suite d'inondations terribles » et est suivie, l'année suivante, d'une crue d'hiver généralisée : « En 809, l'inondation surpassa toutes les inondations connues. Elle emporta les moissons des champs riverains et força les habitants des bords de rivières à chercher un refuge sur les hauteurs. L'abondance des pluies en fut la cause. Elle atteignit son apogée le 28 décembre. »
Lors de l'hiver 821-822, des crues généralisées affectent la France : « Il y eut en France une si grande abondance de pluie que les fruits de la terre en furent perdus et qu'on ne put rien semer au printemps suivant. Les rivières sortirent de leur lit et les eaux se répandirent au loin dans les campagnes. » 868 voit une crue historique généralisée des fleuves à la suite de « pluies incessantes ».
En 1226, la crue d'automne (17 septembre) et des inondations à Avignon ont lieu peu de jours après la reddition de la ville aux troupes du roi Louis VIII qui assiégeaient la cité depuis 10 juin. À quelques jours près, la cité eût été sauvée.

#### XIVesiècle
En 1308, une lettre du comte de Provence Charles II évoque les cultures détruites, les ponts emportés et les bestiaux noyés à la suite d'une crue. 1345 voit des inondations catastrophiques. À Arles, à la suite des inondations de 1352, le Chapitre ne peut plus être ravitaillé correctement (d'après un texte du 5 octobre 1352). Les inondations catastrophiques se répètent en 1353, 1358, 1368 ou 1373 (cette dernière crue est mal datée, probablement de 1372). La crue du 14 novembre 1396 fait écrire au chroniqueur arlésien Bertrand Boysset : « […] il y eut un grand déluge d’eau du Rhône et des marais… et noya Montlong, La Cape, la Haute-Camargue et les marais salants de Peccais. […] (À Arles) L’eau monta du lundi soir au mardi à l’heure de tierce, de onze palmes de hauteur… (soit environ 2,20 m). J’ai eu tant d’eau dans ma maison que cela recouvrait les six premières marches de l’escalier. » Les crues d'octobre 1398, décembre 1401 et février 1404 sont aussi signalées par le chroniqueur arlésien Bertrand Boysset.

#### XVesiècle
À Tarascon, il est rapporté que « le 16 juin 1424, des inondations du Rhône mettent la ville en grand péril ». À la fin de cette même année 1424, le conseil et les syndics de Tarascon se préoccupent de faire réparer les brèches ouvertes dans les levées du Rhône. En Camargue, 80 % au moins des blés sont anéantis par cette inondation. Une crue de printemps avec des inondations frappe la Camargue en 1426 et 1432. En 1433, une crue d'automne se produit à Avignon : « après plusieurs jours de pluies continuelles, le Rhône, la Durance et la Sorgue avaient débordé et inondé les bas quartiers de la ville. Le 29 novembre, les eaux atteignirent la porte de la chapelle des Pénitents Gris. Les eaux se retirèrent le 1er décembre. »
- 1442 : crue de printemps (avril) avec de nombreux dégâts recensés dans la campagne arlésienne.
- 1471 : crue d'automne décrite à Lyon et dans la région d'Avignon. Pour Lyon, un texte mentionne : « […] remise accordée à Pierre Sales, fermier de la barre du pont du Rhône, sur le prix de son bail. Dans sa requête adressée au consulat Pierre Sales explique que "le passaige de ladite barre a esté de bien petite valeur" à cause de l'inondation qui eut lieu au mois d'octobre (1471) […] »

#### XVIesiècle
- 1544 (ou 1548 ou 1554 ?) : crue d'automne (vers le 13 novembre) ; inondations généralisées au sud d'Avignon.
  - Au mois de novembre de l’an 1544, il pleut abondamment en Provence, provoquant une inondation qui fit renverser une partie des murailles de la ville d’Avignon, déterrant les corps des cimetières. Le Rhône a tellement débordé, que depuis la Durance jusqu’à la mer, toute la campagne ne fait qu’un avec elle, à tel point, nous dit Honoré Bouche que l’on peut se rendre par bateau de Châteaurenard à Eyragues ou à Saint-Rémy.
  - Crue du 12 novembre 1548, citée par Jacques Bethemont lors d'un colloque (Avignon 1994). « À cette date, la crue atteignit 8,45 m à l’échelle de Saint-Bénézet (Avignon), contre 7,83 m en 1856… » Sur cette base, Maurice Pardé évalue à 16 000 m3/s le débit de la crue millénaire.
  - En Camargue vers 1550, on rapporte une défluviation du Petit-Rhône au niveau de Sylvéréal à la suite d'une grosse crue. Le tracé actuel date de cette époque.
- 1556 : crue et inondations catastrophiques
- 1564 : crue automnale (fin novembre - début décembre) à Arles. « Sur le chemin du retour, la caravane royale (Charles IX et sa mère Catherine de Médicis) fut immobilisée dans Arles par une crue du Rhône. Il entra, le jeudi 16, à Arles, où les eaux le retinrent pendant trois semaines. Il quitta la cité le 7 décembre… »
- 1570 : crue et inondations catastrophiques
- 1573 : crue et inondation historique du Rhône près d'Avignon (Caderousse)
- 1580 : crue et inondations catastrophiques
- 1581 : crue et inondations catastrophiques
- 1583 : crue estivale. Le 24 août 1583, une crue brutale et dévastatrice entraîne l’écroulement d’une partie des Remparts d'Arles
- 1587 : crue et modification du tracé du Rhône dans son delta. Une grande inondation bouleverse le lit du Rhône et crée le chenal du Bras de Fer, qui constitue alors l'une des trois embouchures (appelées "graus") du Grand Rhône[38]
- 1593 : crue du grand Rhône la veille de Pâques (mars-avril)

#### XVIIesiècle
- 1602 : crue et inondations catastrophiques
- 1614 : crue et inondation historique du Rhône près d'Avignon (Caderousse)
- 1638 : crue signalée à Tarascon
- 1674 : crue d'automne (novembre) et inondations catastrophiques
  - Inondation signalée à Avignon
  - Gros dégâts sur les travaux de dessèchement des marais entre Arles et Tarascon.
En 1674, l'inondation fut si terrible qu'en 1683, alors qu'une autre inondation majeure se produisit, les réparations des dégâts de 1674 n'étaient pas encore achevées, ce qui entraîna nombre de procès, notamment avec la communauté de Tarascon[39].
- 1678 : crue de printemps signalée le 16 avril 1678
- 1679 : crue et inondations catastrophiques
- 1683 : inondations
- 1694 : crue d'automne (vers le 15 novembre). Le pont d'Arles est emporté le 15 novembre : « Le 15 novembre 1694, le pont d'Arles résista à une grande crue mais, par comble de malchance, celui de Tarascon ne résista pas et ses débris, emportés par le courant, vinrent heurter et briser le premier. »

#### XVIIIesiècle
Au cours du XVIIIe siècle, des ouvrages d'endiguement insubmersibles furent construits, principalement par les riverains.
Entre 1705 et 1719, crues et inondations quasi annuelles.
- 1705 : crue d'automne (octobre) et inondations. Les eaux du Rhône détruisent les ouvrages de dessèchement autour d'Arles.
- 1706 : crue d'hiver (janvier) et inondations
- 1708 : crues et inondations (hiver, printemps, les deux ?). Dans ses Mémoires, Louis Pic dit que dans l’été 1708, les inondations et les chaleurs ont provoqué des fièvres : « plus de la moitié des habitants furent attaqués, de sortes qu’elles donnèrent la mort à un grand nombre de personnes ».
- 1709 : crue de printemps après le rude hiver 1709. En mars 1709 : « en un temps que le pays (Camargue) est tout inondé et que la plus grande partie des habitants a déserté ».
- 1711 : crue d'hiver (début février) et inondations.
  - À Lyon, le Rhône et la Saône mêlent leurs eaux sur la place Bellecour (11 février) et causent des désastres immenses.
  - Dans le delta du Rhône, cette crue provoque une nouvelle fois un changement du tracé du fleuve : encombré par les vases, les eaux quittent le chenal du Bras de Fer pour se jeter dans un canal artificiel[41]
- 1713 : crue et inondation historique du Rhône près d'Avignon (Caderousse)
- 1715 : crue et inondations catastrophiques
- 1747 : crue et inondations catastrophiques
- 1754 : crue et inondations catastrophiques
- 1755 : crue automnale (30 novembre - 1er décembre) ; la plus haute du XVIIIe siècle.
  - À Arles, la cote atteint 5,88 m.
  - Aux Saintes-Maries-de-la-Mer, cette crue se conjugue avec un niveau élevé de la mer qui provoque la destruction du pays : « il s’agit au départ d’une grosseur du Petit-Rhône d’ampleur exceptionnelle, à la suite de fortes pluies ayant provoqué la fonte des neiges précocement tombée sur l’arrière pays montagneux. Et bientôt, par violente tempête de sud-est la mer menace immédiatement la ville et le terroir, sans rencontrer de défense efficace ».
- 1790 : crue de printemps
- 1791 : crue de fin d'automne et inondations les 11 et 12 novembre, en particulier en Camargue[42]
- 1796 : crue sur la commune de Bourg-Saint-Andéol, 4 victimes sont à déplorer[43]

#### XIXesiècle
Au cours du XIXe siècle, de nouveaux ouvrages d'endiguement insubmersibles furent construits, principalement par les riverains. À partir de 1878, ces aménagements connurent un développement rapide.
- 1801 : crue de printemps (vers le 24 mars) et inondations.
  - À Avignon, cote de 6,95 m
  - À Arles, cote de 5,27 m ; dans cette cité, un dessin de E. Tassy, conservé dans une collection particulière, représente l’actuelle place Voltaire et le quartier de la Cavalerie inondés et couverts de barques.
- 1810 : crue de printemps (les 25-26 mai) et inondations. Cote 4,91 m à Arles le 26 mai 1810 (une autre source indique 5,13 m).
- 1811 : crue de printemps (mai) et inondations catastrophiques. À Arles cote de 5,38 m.
- 1826 : inondation historique du Rhône près d'Avignon (Caderousse).
- 1827 : crue d'automne (octobre) et inondations catastrophiques - À Arles, cote de 5,10 m.
- 1840 : crue d'automne (début novembre) ; débit estimé à 12 000 m3/s.
  - La crue de novembre 1840 a été provoquée par une succession d'averses méditerranéennes torrentielles (quatre au total), dont une au moins accompagnée de pluies océaniques diluviennes. C'est « l'événement météorologique le plus grandiose et le plus déconcertant qui se soit jamais produit dans le bassin du Rhône » (Maurice Pardé).
  - La crue est très forte en amont de Lyon et exceptionnelle en aval à cause des apports de la Saône. À Lyon, pendant tout le mois de novembre, le centre de la ville est sous les eaux ; six cents maisons s’écroulent.
  - À Avignon, la crue de la Durance, est concomitante avec celle du Rhône qui atteint dans cette cité le niveau de 8,65 m. La crue de novembre 1840 constituerait donc la plus forte crue connue avec celle de 2003, en aval d'Avignon.
  - Plus au sud, la crue est amoindrie en raison des nombreuses brèches dans les digues du Gard, notamment à Bellegarde et à Tarascon. À Beaucaire, la cote est mesurée à 6,85 m. À Arles, elle ne s'établit plus qu'à 5,05 m. En contrepartie, toute la vallée du Bas-Rhône est dévastée.
  - La Camargue est inondée. Le 3 novembre 1840, le delta, des salins d’Aigues-Mortes (Peccais) jusqu’à Port de Bouc, est entièrement submergé. Aigues-Mortes doit fermer les portes de la ville pour ne pas subir ce même sort. « Le grand fleuve, qui venait de rompre ses digues, reconquit son ancien domaine et baigna les murailles de la ville subitement transformée en île ; les portes furent fermées. Pendant plusieurs jours, les plus gros bateaux du Rhône vinrent accoster les remparts comme de véritables quais, et purent ainsi ravitailler la population protégée par son enceinte contre cet ennemi d'une autre nature. »
- 1841 : crue d'automne (octobre) avec des inondations. « Le 26 octobre 1841, il se produit de terribles inondations qui portent leurs ravages sur la Camargue. »
- 1843 : crue d'automne (novembre). À Beaucaire le niveau mesuré est supérieur à celui de 1841. Les salins d'Aigues-Mortes sont encore inondés.
  - À Avignon, cote de 7,04 m
  - À Arles, cote de 5,15 m
- 1846 : crue d'automne (octobre) - À Arles, cote de 5,04 m

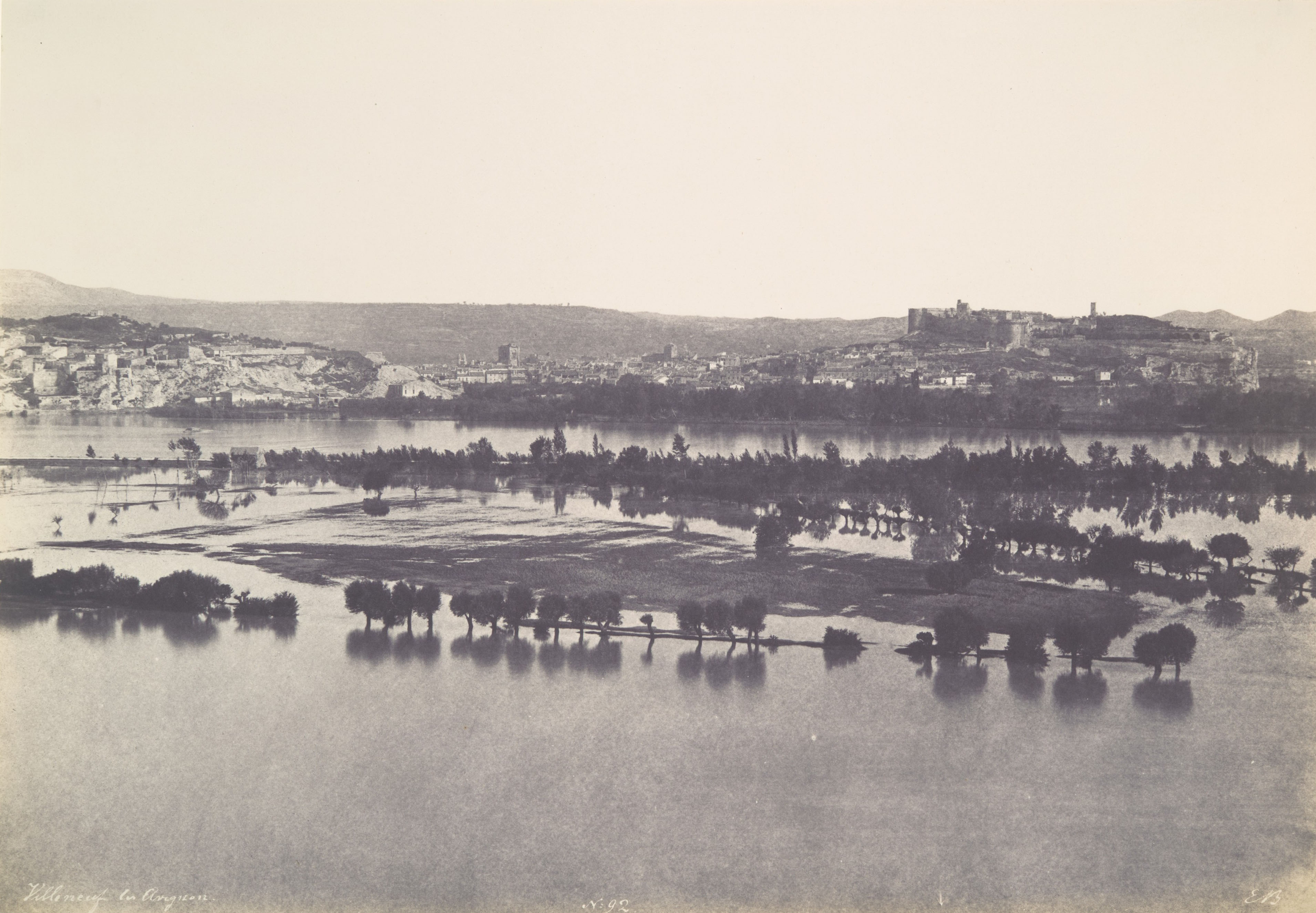
L'inondation à Avignon en 1856 ; photo Édouard Baldus.

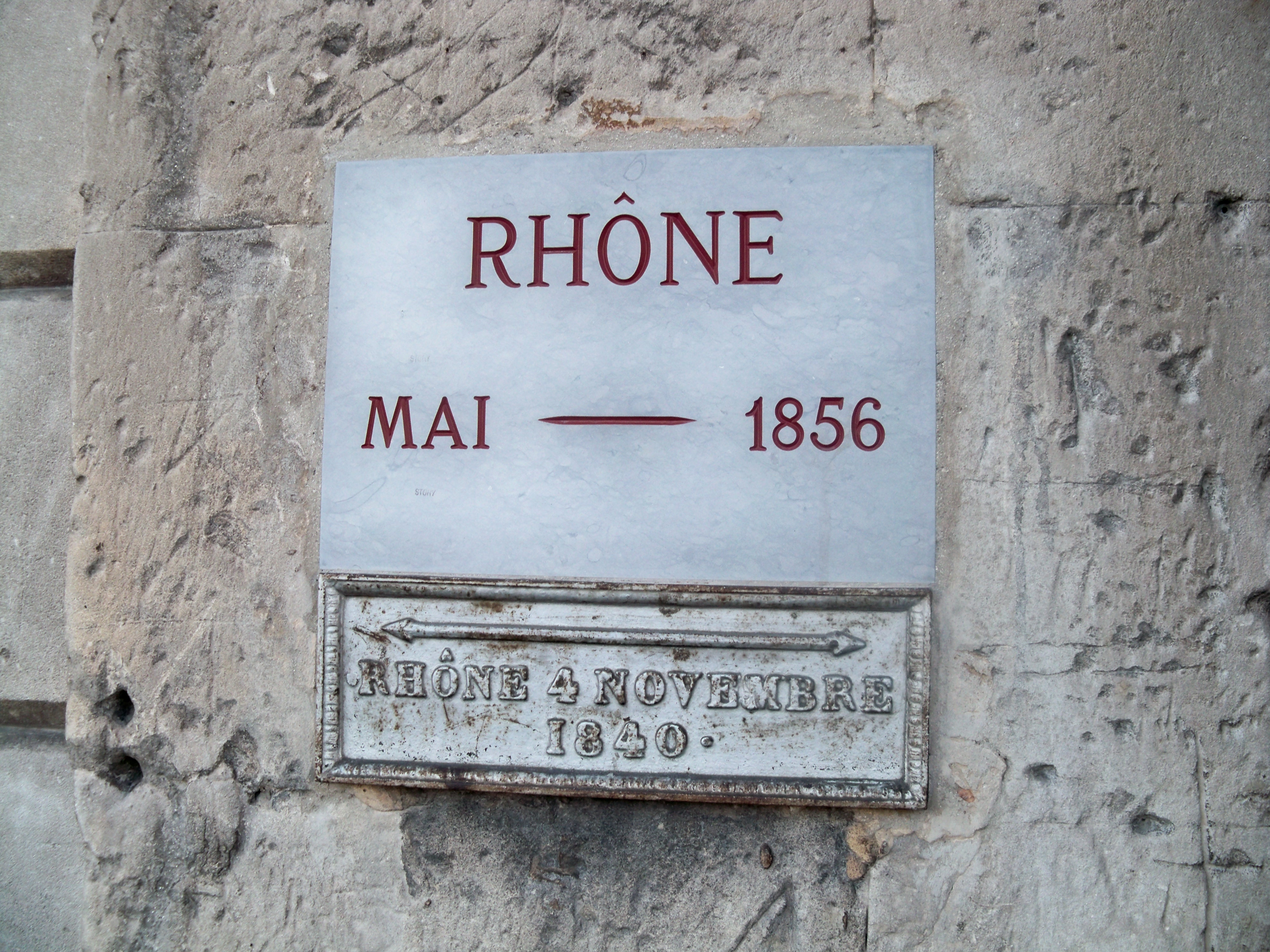
Plaque de la hauteur d'inondation à la Porte de la Ligne à Avignon.

- 1856 : crue de printemps (fin mai) ; débit estimé à 12 000/12 500 m3/s.
  - « La crue de mai-juin 1856 fut la plus simple et la plus brutale des crues générales connues du Rhône (avant celle de décembre 2003). Il s’agit de la plus grosse inondation connue du XIXe siècle au sud de Bellegarde ».
  - À Tarascon, la crue atteint le débit de 12 000 m3/s et la cote 8,50 m de haut. Le 31 mai à Beaucaire, elle est mesurée à 7,95 m. À Avignon, le niveau atteint 7,95 m (une autre source indique 7,83 m sur l'échelle de Saint-Bénézet) et 5,58 m à Arles.
  - Le 1er juin, la décrue commence à Arles, mais les dégâts sont immenses : « 1er juin, 8 h 37, soir. - Le Rhône a baissé de près de 2 m depuis minuit. Cette baisse est arrivée trop tard ; quatre digues étaient rompues en différents points. La Camargue est couverte de 2 ou 3 m d'eau. La plaine, depuis Tarascon jusqu’à la mer, est inondée ; 100 000 hectares environ, dont 60 000 en culture, sont sous l'eau. Toutes les récoltes sont perdues. Dans la ville de Tarascon, l'eau s'est élevée à 3 ou 4 m. Nous sommes obligés d'envoyer de Marseille le pain nécessaire aux habitants. Il est probable qu'en Camargue, la plus grande partie des bestiaux est noyée[44]. »
  - À Avignon, le 3 juin 1856, l'inondation emporte une partie des remparts entre la porte Saint-Roch et la porte Saint-Dominique.
  - À Lyon, les dégâts[45] sont très importants. La crue cause des dégâts énormes dans le territoire de la rive gauche en pleine période de construction et entraîne la mort de dix-huit personnes dans la commune de la Guillotière.
  - Le photographe Édouard Baldus, à la demande de l’administration des Beaux-arts réalise un reportage (probablement un des tout  premiers reportages photographiques) sur les inondations dévastatrices du Rhône, à Lyon[46], Avignon[47] et Tarascon. Nous disposons aussi des clichés réalisés par Louis Froissard photographe du Service municipal de la voirie de Lyon[48].
- 1889 : crue de printemps (avril) et inondation.
  - À Arles, le peintre Vincent van Gogh signale dans une de ses lettres (no 588 - du 30 avril 1889) une inondation du Rhône qui cause des dégâts à son appartement et à son travail entreposé là.
  - Toujours à Arles, une gravure de Gérardin dans le Monde Illustré représente l'avenue de Tarascon inondée à hauteur de la paroisse actuelle du Trébon, avec des gens secourus par barques.
- 1896 : crue d'automne (novembre). Le 2 novembre 1896 une crue est signalée à Sablons (Isère) ainsi qu'à Grigny (métropole de Lyon).

#### XXesiècle
En 1934, la Compagnie nationale du Rhône (CNR) reçoit la concession des travaux d'aménagement du Rhône. Cette entreprise est depuis chargée de l'aménagement général du fleuve, en particulier pour la production hydroélectrique et la navigation.
- 1910 : crue d'hiver (janvier). Le 22 janvier 1910 une crue est signalée à Grigny (métropole de Lyon).
- 1918 : crue d'hiver (décembre). Le 25 décembre 1918 une crue est signalée à Grigny (métropole de Lyon).
- 1923 : crue d'hiver (décembre). Le 30 décembre 1923 une crue est signalée à Grigny (métropole de Lyon).
- 1928 : crue d'hiver (février). Le 17 février 1928 une crue est signalée à Sablons (Isère) ainsi qu'à Grigny (métropole de Lyon).
- 1935 : crue d'automne (novembre) ; quartiers d'Avignon inondés.
- 1936 : crue d'hiver (janvier) ; quartiers d'Avignon à nouveau inondés.
- 1944 : très fortes crues en Isère. Les crues de novembre (qui succèdent à celles du printemps) sur le haut cours du fleuve sont parmi les plus importantes depuis plusieurs siècles. La région en amont de Saut-Brénaz est particulièrement sinistrée. Au Bouchage des maisons s'écroulent, le bétail doit être évacué sur des « plates » vers les villages voisins (Buvin, Vézeronce, Morestel). Le « Rhône » de 1944 reste dans les mémoires locales l'évènement le plus traumatique vécu par les habitants de cette région. Le 27 novembre 1944 le niveau des plus hautes eaux de la crue est repéré à Grigny (métropole de Lyon).
- 1955 : crue d'hiver (janvier). Le 20 janvier 1955 une crue est signalée à Grigny (métropole de Lyon).
- 1957 : crue d'hiver (février). Le 27 février 1957 une crue de même ampleur[49] que celle de 1928 est signalée à Grigny (métropole de Lyon).
- 1987 : précipitations et inondations les 24-25 août dans le Haut-Valais notamment à Münster et dans la vallée de Conches.
- 1993 : crue d'automne (octobre) en Camargue ; débit estimé à 10 000 m3/s (9 800 m3/s relevé à Beaucaire). Vers Saint-Gilles, les digues cèdent en quatorze endroits et 13 000 hectares et 450 maisons sont submergés.
- 1994 : crue d'hiver (janvier) dans la basse vallée du Rhône et inondations en Camargue ; débit estimé à 10 500-11 000 m3/s (presque 11 000 m3/s relevé à Beaucaire). En deux endroits, les digues cèdent encore (2 000 hectares submergés et 45 maisons inondées).
- 2000 : crue et inondations en octobre dans le canton du Valais[50], elle est considérée comme « exceptionnelle » par les spécialistes avec des débits moyens supérieurs à celle de 1993. Du 11 au 15 octobre 800 mm de pluie tombent sur la région du Haut-Valais, provoquant les crues des torrents et des coulées de boue. Le 14, le Rhône entre en crue à son tour avec un débit de 900 m3/s, il sort de son lit, de sorte que 3000 personnes doivent être évacuées dans le canton[51].

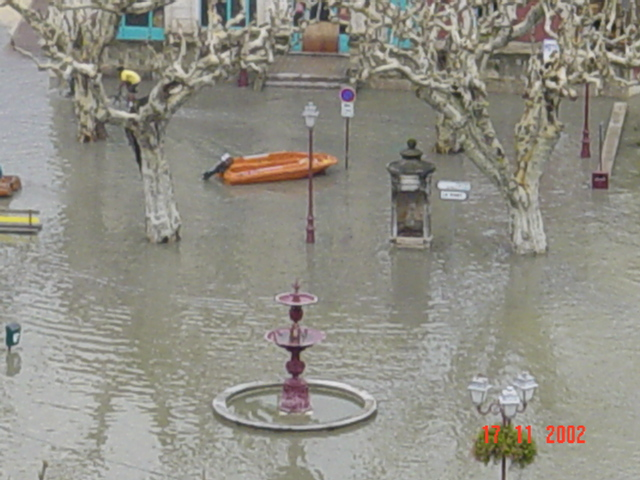
La place de la Roubine de Viviers (Ardèche) inondée lors de la crue de 2002.

#### Depuis le début duXXIesiècle
- 2002 : crue d'automne (fin novembre).
  - À Viviers (Ardèche), la place de la Roubine est inondée.
  - À Tarascon, un débit de 9 500 m3/s est mesuré.
  - À Avignon, l'île de la Barthelasse est inondée ainsi que les environs de Saint-Gilles (vers le 27 novembre)
- 2003 : crue d'automne (début décembre). À cette date, il s'agit de la plus grande crue historique mesurée avec un « débit instantané » de 13 000 m3/s le 4 décembre à 3 h à Beaucaire[52]. La Compagnie nationale du Rhône (CNR) dans son rapport de synthèse indique un « débit horaire » supérieur à 12 500 m3/s[53]. Le débit a été depuis révisé à 11 500 m3/s ± 5 %[54]. Les dégâts sont particulièrement dramatiques dans la plaine du Bas-Rhône (au sud de Tarascon)[55] par suite de rupture des digues.
  - Les digues cèdent au nord d'Arles et toute l'agglomération construite au nord-est de la cité depuis 1900 est sous les eaux, qui sont bloquées au sud et à l'est par les digues du canal du Viguerat. Pour la seule ville d’Arles, la Fédération Française des Assurances (FFA) comptabilise plus de 8 000 sinistrés.
  - Plus au sud, d'autres digues cèdent en aval de Fourques[56] sur la rive droite du Petit Rhône, et la Petite Camargue jusqu’à Aigues-Mortes est submergée comme lors des inondations de novembre 1840.

Les deux dernières crues ayant eu des conséquences économiques et humaines si catastrophiques en particulier dans la plaine du Bas-Rhône, au sud de Tarascon à Arles, qu'elles ont entrainé la mise en chantier du Plan Rhône.

## Morphologie et dynamique fluviale
Le cours du Rhône est communément divisé en cinq tronçons hydrographiques, du point de vue du profil en long et de la contribution hydro-sédimentaire des affluents, : le Rhône alpestre suisse (de la source au lac Léman), le Haut-Rhône (du lac Léman à la confluence avec la Saône à Lyon), le Rhône médian (de Lyon à la confluence avec l'Isère à Valence), le Bas-Rhône (de Valence à la confluence avec le Gardon à Arles), et le delta du Rhône en Camargue.

### Rhône en amont du Léman

Cours du Rhône en amont du lac Léman.

Le Rhône prend sa source dans le massif du Saint-Gothard, dans les Alpes suisses. Il naît de la fonte du glacier du Rhône. Il emprunte une longue vallée étroite en Valais pour rejoindre le Léman à la hauteur de la commune du Bouveret. Entre sa source et le lac, le Rhône reçoit les eaux d'environ 200 torrents.
Le Rhône suisse a subi de nombreux aménagements visant à maîtriser son cours et diminuer les effets néfastes de ses crues : première correction entreprise entre 1863 et 1894, seconde correction entre 1930 et 1960, et troisième correction en cours depuis 2008, devant durer 25 à 30 ans.

### Rhône en aval du Léman
Le Léman agit comme un bassin de décantation et marque de fait une rupture nette dans le transport sédimentaire entre le cours amont et aval du fleuve. Le tracé du Rhône en aval du Léman prend forme durant le Miocène, et il connaît une évolution majeure durant la crise de salinité messinienne. La diversité du bassin versant influe sur les conditions de production et de fourniture sédimentaire : diversité géologique, héritage des formations glaciaires, conditions morphoclimatiques contrastées de dégradation des sous-bassins…

#### Caractères morphologiques généraux

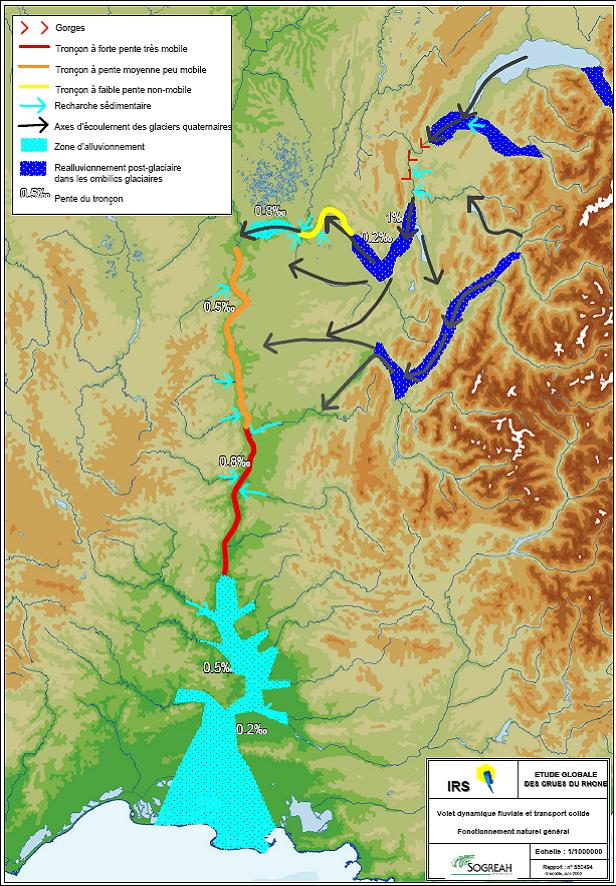
Caractères morphologiques du Rhône.

La dynamique fluviale naturelle du Rhône et de ses affluents est fortement marquée par l'héritage des dernières glaciations.
Sur la partie amont, jusqu'à Lyon pour le Rhône et Valence pour l'Isère, les glaciers quaternaires (dernier maximum glaciaire il y a environ 18 000 ans) ont laissé des alternances de zones surcreusées (les ombilics) et de zones proéminentes (les verrous). Les ombilics sont occupés par des lacs glaciaires lorsqu'ils étaient situés à l'écart des cours d'eau principaux capables de les réalluvionner (lac d'Annecy, lac du Bourget). En revanche, s'ils étaient situés sur un axe d'écoulement majeur, ils ont été alluvionnés en tout ou partie, mais sans que la continuité du transit des graviers ait pu toujours être rétablie : le Léman n'est que très partiellement alluvionné par le Rhône suisse, la plaine de Brangue-Le Bouchage, en amont de Lyon, est alluvionnée, mais la pente y était encore faible (zone de marais).
Sur la partie aval, la remontée rapide du niveau marin à la fin de la dernière glaciation il y a quelque 10 000 ans (remontée de 120 m : transgression flandrienne) a forcé le Rhône à déposer ses alluvions (formation de la Camargue) : les graviers n'arrivaient toujours pas jusqu'à la mer, et se déposaient à l'entrée du delta. La plupart des affluents ont eu du mal à suivre la remontée du niveau du fleuve : ils déposent leurs alluvions grossières à l'entrée de la plaine du Rhône et se terminent par un lit à méandres mobiles (Ouvèze, Aygues, Ardèche, Cèze, Gardon).
Entre ces deux secteurs, le Rhône montre un profil plus ou moins lissé avec une faible épaisseur d'alluvions, un substratum proche et des pentes relativement fortes.

#### Profil en long

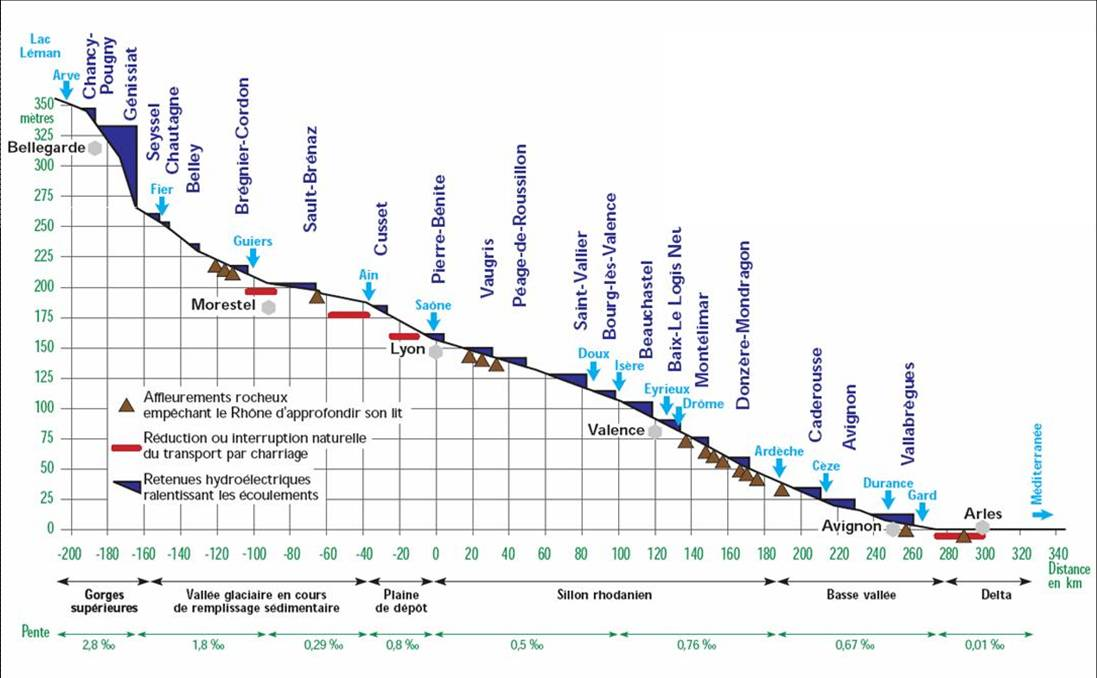
Structure des pentes du Rhône.

Le Haut-Rhône présente une décroissance globale de la pente (à l’exception d’un secteur de gorges non pertinent pour l’analyse d’ensemble) associée à une tendance à l’alluvionnement du lit et à la réduction de la charge de fond, jusqu’à interruption de celle-ci entre le Guiers et Sault-Brénaz (pente descendant localement au-dessous de 0,2 ‰). Les apports de l’Ain et une recharge sédimentaire dans les terrasses würmiennes favorisent une forte activité en amont de Lyon associée à une forte pente (0,8 ‰). Une tendance à l’alluvionnement à l’entrée de Lyon et les apports liquides de la Saône conduisent à une pente plus faible sur la partie amont du Rhône médian. L'aval est caractérisé par une pente forte (supérieure à 0,8 ‰ localement) associée à de fréquents affleurements rocheux, mais qui ne font pas seuil : on est là à la limite de la pente structurale (imposée par le cadre structural et non par l’équilibre entre transits solide et liquide : « transport passif ») et d’une pente morphologique (lit librement divaguant formé d’alluvions, en échange permanent avec le transport par charriage : « transport actif »). La pente diminue ensuite régulièrement sur le Bas-Rhône jusqu’au delta.

#### Apports grossiers et apports fins

##### Dynamique sédimentaire du Rhône: généralités
Le transit sédimentaire couvre une large gamme de matériaux. On distingue classiquement deux modes de transport : le transport par charriage sur le fond des alluvions grossières et le transport en suspension des sédiments fins.
Lorsqu’il s’agit de comprendre les évolutions morphologiques du Rhône, la distinction charriage / suspension est fondamentale. La transition entre les deux modes de transport se situe en général dans les sables plutôt grossiers (entre 200 μm et 1 mm). Sur tout le cours du Rhône, c’étaient les graviers et galets qui, avant les grands aménagements, constituaient le transit sédimentaire « actif », c’est-à-dire qui façonnaient le lit du fleuve. Les sédiments fins (limons et sables) transportés en suspension jouaient un rôle secondaire dans les marges alluviales.
Les graviers et galets n’atteignaient pas la mer : ils contribuaient à l’alluvionnement à l’entrée du delta. Les apports de graviers sont aujourd’hui insignifiants.
Les limons et argiles sont emportés loin des côtes et contribuent à la sédimentation pélagique. En définitive, seuls les sables jouent un rôle actif dans la dynamique sédimentaire du littoral.
À l'embouchure du bras du Grand Rhône les sédiments se déposent pour créer le delta sous-marin. Sa morphologie prend une forme lobée, avec dès la sortie du fleuve une zone peu profonde où sédimentent les sables charriés à la base de la colonne d’eau. Les houles modèlent sur ce lobe une barre d’embouchure discontinue qui forme un ressaut entre 1 et 2 m de profondeur. Cette barre se déplace lentement sous l’effet des crues qui la «poussent» vers le large, entrainant ces sédiments à plus grande profondeur vers le talus sous-marin. Ce talus de forte pente (30 degrés), descend jusqu’à 40 m de profondeur environ. Il est aussi constitué par les sédiments plus fins (silt, argiles) apportés par le fleuve et qui sédimentent après la barre.
Les quantités de sédiments apportées au débouché du Rhône sont contrôlées par la dynamique du fleuve. Les particules les plus grossières (sables) se déposent immédiatement pour former une barre d’embouchure. Ces sédiments sont ensuite repris et transportés pour partie vers les plages voisines lors des évènements intenses que sont les crues et les tempêtes marines. L’intensité de cette reprise varie en fonction du paroxysme de chaque événement et de leur succession dans le temps. Ce rapport de force entre les dynamiques fluviales et marines régule celle de la barre d’embouchure et plus indirectement celles des plages rhodaniennes.

##### Dynamique sédimentaire du Rhône: l'exemple du Valentinois

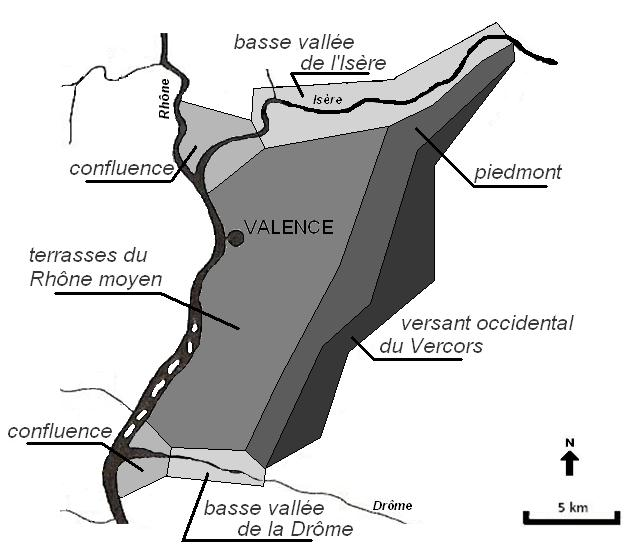
La plaine de Valence.

Le trait dominant de la plaine de Valence est une surface déprimée, encadrée au nord, à l’est et au sud par des collines ou lambeaux de plateaux surtout molassiques, de formes et de hauteurs modérées (200 à 300 m).
Le fond molassique Miocène fut recouvert par les alluvions fluvio-glaciaires de l’Isère, dont les terrasses marquent aujourd’hui encore la forme de la plaine, et les dépôts périglaciaires des rivières descendant du massif du Vercors et formant des cônes de déjection entre les buttes molassiques. Plus au sud, les dépôts périglaciaires abondants de la Drôme formèrent, à la confluence, une vaste plaine alluviale en éventail qui rejeta progressivement le cours du Rhône au pied des versants ardéchois.
Le Rhône apporta ses propres alluvions : par endroits, l’élargissement de son lit fluvial est propice aux accumulations sédimentaires. Le fleuve a naturellement tendance, sur sa basse plaine, à divaguer. Sa pente longitudinale assez forte engendre des vitesses d’écoulement importantes. L’Isère, à quelques kilomètres en amont de Valence, lui apporte près du quart de ce que roule déjà le fleuve. Ajouté aux eaux torrentielles de ces affluents en période de pluie ou de fonte des neiges, ce Rhône puissant peut devenir énorme et sauvage.

#### Facteurs de perturbation de la dynamique fluviale

##### Aménagements pour la protection contre les inondations et la navigation
À partir du milieu du XVIIIe siècle, des endiguements insubmersibles sont construits par les riverains. Ils restent cependant peu nombreux jusque vers 1840. À la suite des graves inondations de 1840 est créé le « Service spécial du Rhône ». À cette date débute la construction systématique de digues dans la plaine d’inondation. Après la crue de 1856, de nombreux aménagements sont entrepris (digues, barrages), ainsi que le reboisement des zones amont.
En parallèle, un principe d’aménagement du chenal est adopté pour améliorer les conditions de navigation selon un tracé sinusoïdal à grand rayon de courbure. Des digues submersibles sont construites le long des rives concaves. Le barrage systématique des bras secondaires est engagé. Parfois, le double objectif de protection des terres et de fixation du chenal navigable conduit à des digues insubmersibles, comme à Pierre-Bénite.
La loi de 1878 déclare d’utilité publique « les travaux d’amélioration du Rhône entre Lyon et la mer ». Les aménagements connaissent alors une expansion rapide.
À partir de 1884, l'ingénieur des Ponts et Chaussées Henri Girardon révolutionne les conceptions de l’aménagement à courant libre. Il modifie l’utilisation des épis plongeants et noyés, des seuils de fond, des tenons et des traverses selon un système qui sera appliqué sur le Rhône en aval de Lyon. Les « casiers » résultent de l’association des tenons et des épis aux digues basses. L’objectif est de stabiliser un chenal navigable de 150 m de large et d'une profondeur régulière de 1,60 m sous l’étiage conventionnel. En 1938, l’aménagement du Rhône à courant libre est quasi continu entre Lyon et Arles. Le tressage a disparu au profit d’un chenal unique rectifié, les annexes fluviales sont de plus en plus déconnectées.
Dans les années 1980, la CNR réalise le canal de Savières afin de permettre la navigation entre le Haut-Rhône et lac du Bourget (qui est le plus grand lac naturel de France). Le barrage de Savières est construit pour contrôler les niveaux du canal et du lac du Bourget et éviter leur abaissement, et une écluse permet le passage des bateaux sur ce canal de 4,5 km de longueur.

##### Aménagements hydroélectriques
Fleuve alpin plus puissant que le Rhin (le débit spécifique du Rhône en son delta est de 17,6 l/s/km², contre 11,9 l/s/km² pour le Rhin), le Rhône se prête bien à la production hydroélectrique. Les premières velléités pour l’exploitation de sa force hydraulique remontent à 1871. Les premiers capitaux suisses, dans le prolongement de l’aménagement du Rhône genevois, sont remplacés par les intérêts français et notamment lyonnais qui craignent l’arrivée de capitaux germaniques. Sont construits successivement, le barrage de Bellegarde au niveau des pertes du Rhône (1872-1874), de la Coulouvrenière (1883-1886), de Jonage-Cusset (1894-1899), de Chèvres (1893-1896) et de Chancy-Pougny (1919-1925). En 1917, une commission franco-suisse pour l’aménagement du Haut-Rhône français est instaurée afin de faciliter les négociations entre les deux Etats au sujet de la régularisation des débits à l’exutoire du Léman, en s’appuyant sur un projet historique de Louis-Léger Vallée de 1843. L’objectif est de cette gestion des débits est de favoriser la navigation et d'optimiser la production électrique des futurs barrages du Haut-Rhône français.
La loi du 27 mai 1921 approuve le programme d’aménagement du Rhône de la frontière suisse à la mer, au triple point de vue des forces motrices, de la navigation et des irrigations et autres utilisations agricoles, et créant les ressources financières correspondantes. Ce premier jalon est suivi en 1933 par la création de la Compagnie Nationale du Rhône (CNR), société d’économie mixte dont l’actionnariat associe des acteurs publics (collectivités territoriales rhodaniennes et franciliennes, chambres de commerce) et privés (compagnie ferroviaire PLM, industriels actionnaires). En 1934, une concession de l’Etat donne à la CNR autorité sur tout le Rhône français.
L’aménagement du Rhône par la CNR débute en 1937 avec la construction, puis la mise en service en 1948, du barrage de Génissiat. Il s'agit alors du plus important barrage d'Europe, et de l'unique barrage de moyenne chute construit sur le Rhône. L’aménagement CNR a porté ensuite dans les années 1950/1970 sur le Bas-Rhône (barrage de Donzère-Mondragon notamment), puis dans les années 1980 par l’aménagement du Haut-Rhône français.

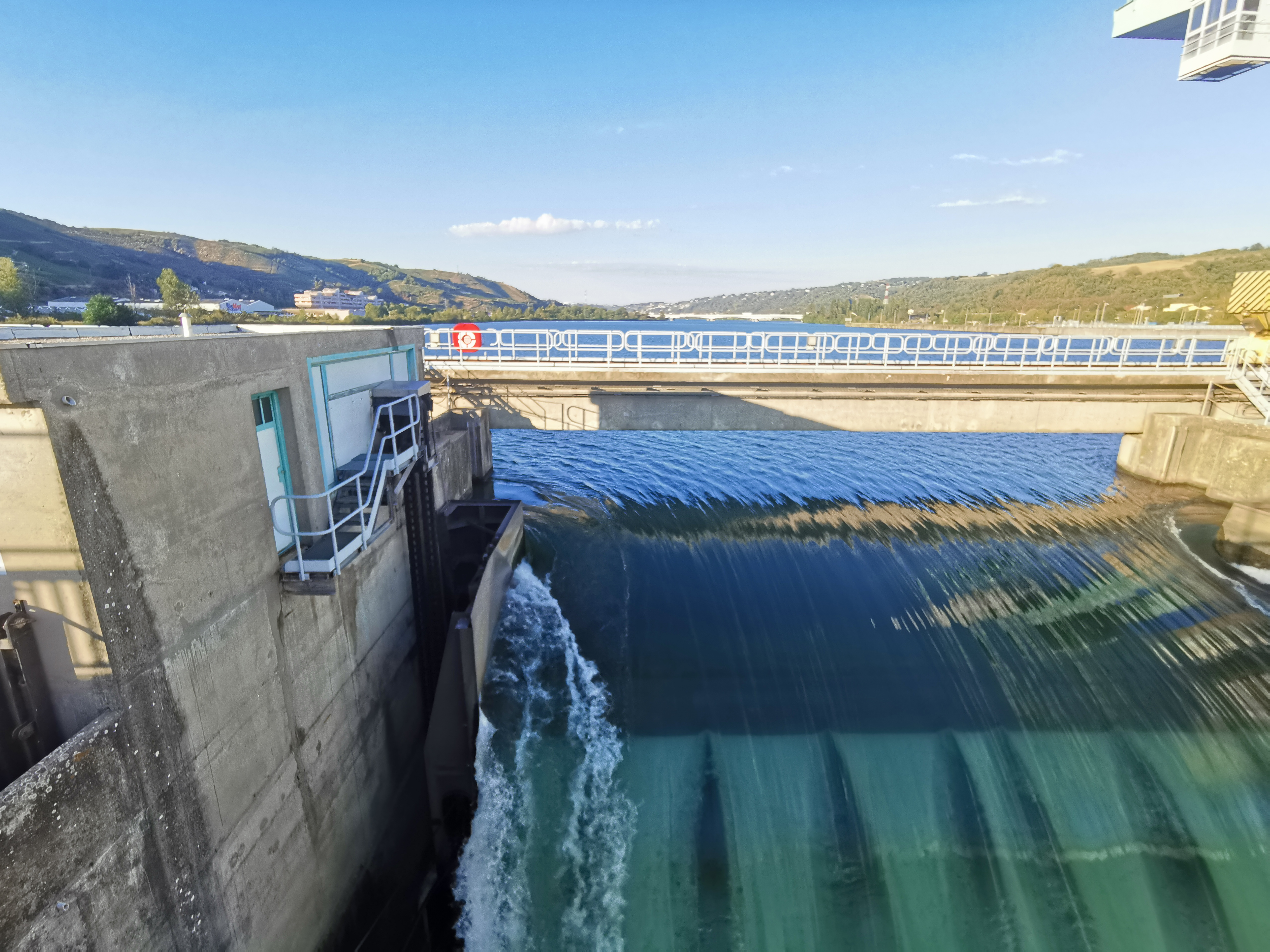
Centrale hydroélectrique de Vaugris

À l’exception de Génissiat, les barrages construits sur le Rhône sont des ouvrages de basse chute, associés à des dérivations (sauf les barrages de Seyssel et Vaugris). Le débit dérivé varie de 700 m3/s sur le Haut-Rhône à 2 200 m3/s sur le Bas-Rhône. Il est en moyenne 1,5 fois supérieur au module.
L’aménagement pour la production hydroélectrique et la navigation concerne ainsi la quasi-totalité du cours du Rhône de la frontière suisse à la mer : seuls le tronçon situé entre Sault-Brénaz et Lyon (avec l’abandon du projet d'aménagement de Loyettes dans les années 1980) et le tronçon situé en aval de l'aménagement de Vallabrègues jusqu’au delta sont à courant libre.
L’impact de cette succession d'aménagements sur la dynamique fluviale est lié à deux grands facteurs : la perturbation du transit sédimentaire dans les retenues des barrages, et la perturbation du régime hydrologique dans les "Vieux Rhône" court-circuités.

###### Impacts dans la retenue
Dans les retenues, la pente est nulle ou faible pour tous les débits ordinaires et les crues annuelles. Il n’y a que pour les crues exceptionnelles que la pente tend vers la pente naturelle.
Or la capacité de transport solide diminue rapidement avec la pente. D’une manière générale, une réduction de 25 % de la pente conduit à un transit de sédiments cinq fois moindre. Une pente égale à la moitié de la pente naturelle correspond pratiquement à une pente de non transport : le débit de début d’entraînement est en effet plus que triplé : il correspond alors à un débit dépassé un jour tous les 10 ans en général.

###### Impacts au droit du barrage
Lorsque le débit du Rhône dépasse le débit nominal de la dérivation, les vannes du barrage sont progressivement ouvertes. L’ouverture des vannes de fond permet la chasse des matériaux déposés à l’amont immédiat du barrage.
Cependant, tant qu’il demeure une perte de charge au barrage, la pente amont est inférieure à la pente naturelle, et ne permet qu’un transit partiel des sédiments jusqu’au barrage. L’ouverture des vannes de fond permet l’évacuation des sédiments accumulés devant le barrage, mais pas le transit de toute la charge de fond amont.
Ce n’est que lorsque la perte de charge au barrage devient négligeable que l’on peut véritablement parler de transparence totale. La crue assure alors non seulement le transit des apports d’amont, mais également la reprise d’une partie de la sédimentation de la retenue.
Cette transparence totale n’est assurée qu’à partir de la crue centennale.

###### Impacts dans le Vieux Rhône court-circuité
À peu de chose près, on peut considérer que le débit dérivé est constant (en réalité, le débit dérivé est le plus souvent un peu diminué pendant les fortes crues), sauf incident dans le fonctionnement du barrage. La majeure partie du temps, il ne reste dans le Vieux Rhône que le « débit réservé », incapable de transporter des sédiments.
Il résulte de la mise en débit réservé des Vieux Rhône une exondation des casiers Girardon construits de part et d'autre du chenal principal, ce qui a mis au jour différents patrons de remplissage sédimentaire, depuis des casiers aquatiques à des casiers entièrement atterris et colonisés par la végétation riveraine. Les casiers Girardon sont qualifiés de "nouveaux écosystèmes" par certains scientifiques, et ils font l'objet depuis les années 2010 de travaux de restauration écologique par la CNR.
La fréquence des débits morphologiquement actifs est fortement diminuée, ce qui réduit d’autant la capacité de transport dans les RCC (Rhône court-circuités).
Les hautes eaux jusqu’à la crue annuelle assuraient avant aménagement près de 98 % du transport solide. Sur l'aménagement de Chautagne (Haut-Rhône), la gamme de débit correspondant à des fréquences de 20 à 130 jours par an (entre 400 et 700 m3/s avant aménagement) assurait le transit de 75 % du transit total. Avec la dérivation de 700 m3/s, le Vieux Rhône est aujourd’hui au débit réservé (morphologiquement totalement inefficace) pour cette gamme de fréquence. Il n’y a que pour les débits rares (au-dessus de 900 m3/s dans le Vieux Rhône, c’est-à-dire un jour tous les trois ans) que le transport solide est peu perturbé. Mais ces débits sont peu efficaces en termes de bilan annuel. Au total, seul 1 % de la capacité de transport naturelle est conservée dans le Vieux Rhône.
Sur le Vieux Rhône Donzère-Mondragon, la dérivation (1 980 m3/s) est proportionnellement plus faible qu’en Chautagne. L’effet de réduction des débits est donc moindre, mais les incidences restent qualitativement similaires. La capacité de transport solide résiduelle couvre 6 % de la capacité naturelle.

##### Extractions de granulats

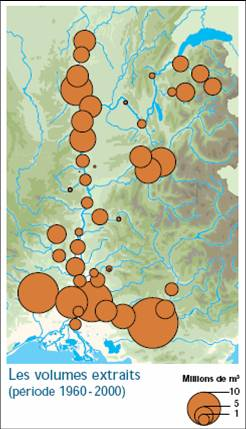
Extractions de matériaux alluvionnaires sur le Rhône et ses affluents.

Les mouvements de matériaux sur le Rhône résultent des différents modes de gestion des sédiments mis en œuvre sur le fleuve et ses affluents. D'une façon générale, ils se traduisent, soit par des extractions de matériaux grossiers lorsque leur valorisation économique le permet (il s'agit alors de graviers, du sable grossier jusqu'au galet), soit par des déplacements sans extraction, d'un lieu à un autre du lit, de matériaux fins (des sables fins jusqu’aux argiles en passant par les limons).
Les matériaux extraits correspondent au matériau participant au transport par charriage, alors que les matériaux fins remobilisés correspondent au type de matériaux participant au transport par suspension.
En dehors des raisons d'entretien du lit, les extractions de matériaux ont été historiquement motivées par des besoins économiques liés à la réalisation des aménagements du Rhône, des infrastructures routières, et plus récemment des plateformes des centrales EDF ou des remblais TGV.
Aujourd'hui, les mouvements de matériaux, extractions ou remobilisation répondent à un besoin de gestion du lit du Rhône pour les besoins propres :
- à la navigation (maintien d'un chenal navigable pour un gabarit donné) ;
- à l'entretien des ouvrages (barrages, vannes, écluses, etc.) ;
- à l'exploitation électrique (dragages énergétiques à la restitution) ;
- à la protection contre les crues (partie aval des affluents) ;
- à l'entretien du lit des RCC (décapage des bancs, charruage).

Volume moyen annuel de graviers extraits sur tout le Rhône en aval du Léman dans le lit mineur : 900 000 m3/an.
Volume moyen annuel de matériaux fins remobilisés dans le lit mineur : 1 100 000 m3/an.

#### Fonctionnement actuel du Rhône

##### Transit sédimentaire en suspension

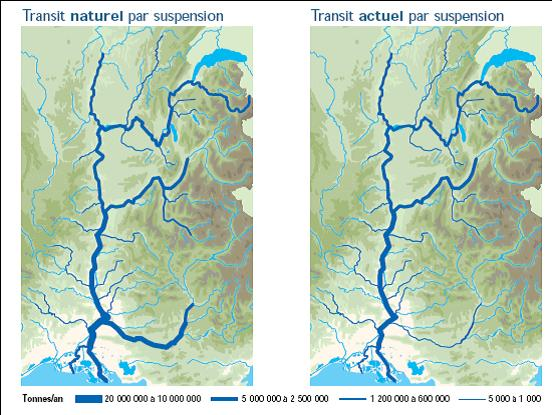
Transit naturel et actuel par suspension.

###### Transit en suspension naturel
Le transit en suspension est rapide. Il faut compter moins de 24 h de transit en moyenne pour 100 km.
Les effets de dépôt / reprise sont relativement marginaux (sauf naturellement dans les grands réservoirs naturels — le Léman… — ou artificiels). En fonctionnement naturel, les dépôts dans les marges boisées (qui peuvent atteindre plusieurs décimètres au cours d’une crue) sont régulièrement repris par le fleuve par érosion de ces marges lors des divagations du bras vif. La faible mobilité actuelle du Rhône favorise un exhaussement irréversible de ces marges, ainsi qu’une réduction de la largeur du lit principal dans les retenues. Mais l’endiguement du fleuve limite la largeur sur laquelle s’appliquent ces évolutions, et donc les volumes concernés. Dans ces conditions, les apports du Rhône au golfe du Lion sont directement issus de la production du bassin versant. Il en résulte que les évolutions du bassin versant influent rapidement et directement sur les apports en suspension.
Le transit naturel a pu être estimé à 20 millions de tonnes par an dans les années 1950. Il est possible que le transit ait atteint 30 millions de tonnes par an au début du XXe siècle, au moment du maximum démographique dans les Alpes, qui avait favorisé un fort déboisement des versants.

###### Transit actuel
Les apports du bassin versant n'ont pas changé de façon significative depuis le milieu du XXe siècle : l'état des versants, le développement des zones de ravinement et le fonctionnement des torrents ont peu évolué. En revanche, les grands barrages piègent des volumes significatifs de sédiments fins : Vouglans sur l'Ain, Génissiat sur le Rhône, Serre-Ponçon sur la Durance, Tignes sur l'Isère, le Sautet et Monteynard sur le Drac, Sainte-Croix sur le Verdon, etc. La fixation du lit du Rhône et de certains de ses affluents a favorisé également la sédimentation dans les marges alluviales. Les études de l'Observatoire des Sédiments du Rhône calculent qu'en moyenne chaque année 5,5 millions de tonnes de matières en suspension ont été exportées du Rhône à la Méditerranée entre 2009 et 2021. Les deux tiers de cet export transitent avec les crues durant les mois de novembre, janvier, mai et juin.

##### Transit sédimentaire par charriage

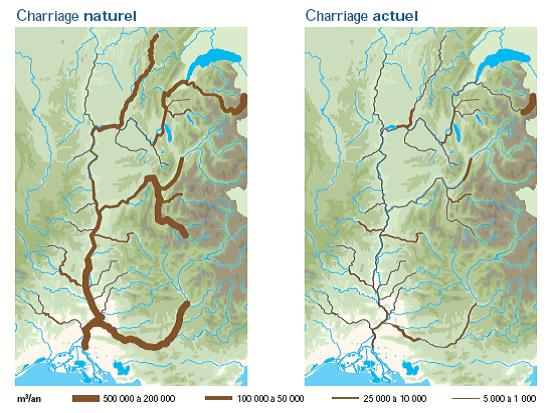
Charriage naturel et actuel.

###### Transit naturel avant aménagements
Au contraire, le transit par charriage est beaucoup plus lent. Pour fixer les idées, le temps de transit est de plusieurs décennies pour 100 km. La continuité du transit par charriage avant les grandes perturbations dues aux aménagements hydroélectriques et aux extractions est une hypothèse de travail satisfaisante sur beaucoup de tronçons de longueur modérée, où les variations en altitude du lit sont négligeables à l’échelle humaine. En revanche, même avant les grands travaux pour la navigation et la production hydroélectrique, il n’y avait pas continuité du transit des graviers à l’échelle d’un bassin comme celui du Rhône. Les délais depuis la dernière glaciation (de l’ordre de 15 000 ans) ont en effet été insuffisants pour que les profils en long sur une telle échelle aient atteint un équilibre assurant la continuité du transit. Avant aménagement, la continuité du transit était ainsi interrompue sur le Rhône en amont de Sault-Brénaz, et réduite de manière très importante à l’amont de Lyon ainsi qu’en Chautagne. Il en était de même dans la partie aval de plusieurs affluents (Isère, Eygues, Ouvèze, etc.).
D’amont en aval, on avait avant aménagement les ordres de grandeur suivants :
- à l’aval du Léman, les apports étaient assurés principalement par l’Arve (100 000 à 150 000 m3 par an) ;
- ces apports, complétés par ceux des Usses et du Fier, se déposaient progressivement, tandis que la pente diminuait de 1 ‰ à 0,2 ‰ : le transit était nul à Sault-Brénaz ;
- à l’amont de Lyon, la reprise des dépôts morainiques (glaciaires) et les apports de l’Ain favorisait une pente forte avec un transit soutenu (100 000 m3 par an). La majeure partie de ce transit se déposait à l’entrée de Lyon, dans le secteur de divagation de Miribel. Le transit ne devait pas dépasser 30 000 m3 par an à l’aval de Lyon ;
- sur le Bas-Rhône, le transit reprenait progressivement à la faveur des apports des affluents, pour atteindre un maximum de l’ordre de 400 000 m3 par an à l’aval du confluent avec la Durance.

###### Transit actuel
Le transit des graviers a été totalement bouleversé au cours du XXe siècle :
- les apports de la plupart des affluents se sont taris, en raison des aménagements et interventions dont ils ont fait l'objet : barrages, dérivations, extractions. La Durance, l'Arve, le Fier, qui apportaient des volumes importants au Rhône, ne charrient plus guère de graviers dans leur partie terminale ;
- sur le Rhône, des extractions importantes ont eu également lieu, et ont laissé des fosses d'extraction importantes ;
- de toute façon, le Rhône aurait été aujourd'hui incapable de transporter les apports naturels : pentes trop faibles dans les retenues, débits trop réduits dans les tronçons court-circuités.

Au total, on arrive paradoxalement à un nouvel « équilibre » : presque pas d'apports, presque pas de transport.
Le transit de graviers ne dépasse guère quelques milliers de mètres cubes par an sur la plupart des tronçons, avec un maximum de quelques dizaines de milliers de mètres cubes par an entre la Drôme et l'Ardèche.

##### Dynamique du lit

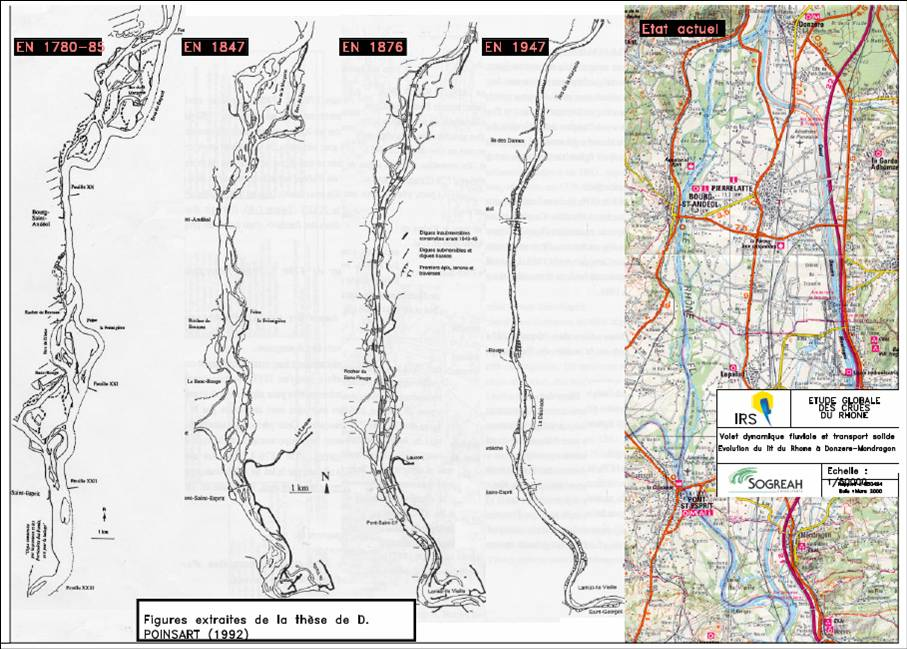
Évolution en plan du lit du Rhône entre Donzère et Mondragon.

## Histoire

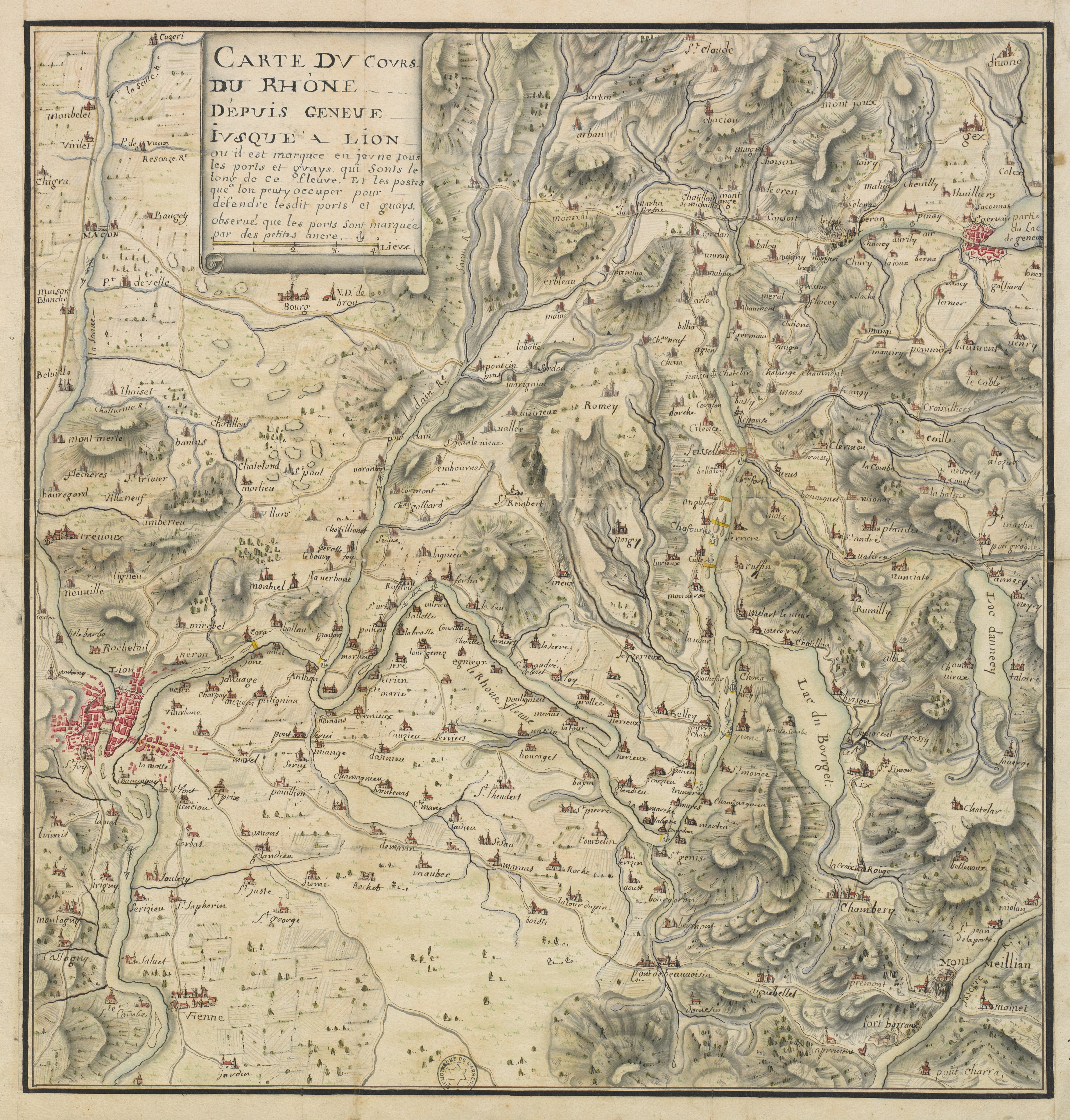
Carte du cours du Rhône depuis Genève jusqu'à Lyon faite en 1787. Où il est marqué en jaune tous les ports et guets qui sont le long de ce fleuve. Les postes que l'on peut y occuper pour défendre lesdits ports et guets. Observez que les ports sont marqués par des petites ancres.

Le Rhône est le seul fleuve reliant directement la Méditerranée à l’Europe du Nord. Il constitue depuis les Rhodiens et les Phéniciens un axe majeur de circulation des populations et des marchandises. Élément structurant dans l'organisation des territoires, le Rhône conduit aussi les hommes à se surpasser pour le dompter et surtout le traverser.
On trouve ainsi des traces d’occupation dès la Préhistoire. Dès l’Antiquité, l’étain, le cuivre ou les peaux du Nord sont échangées contre des productions de l’Orient et de la Méditerranée (ivoire, épices, étoffes, etc.).
En août 218 av. J.-C., Hannibal traverse le Rhône avec son armée de 80 000 hommes et 37 éléphants dans le but d'attaquer Rome par voie de terre. L’armée romaine sous les ordres de Scipion étant toute proche sur la rive gauche du fleuve, il préfère remonter le long du fleuve à vive allure pendant quatre jours pour l’éviter et ainsi affronter l’ennemi en Italie, sur son territoire.
À l’époque romaine, il devient une voie de développement commercial. Plus tard, le vin, la vaisselle et le sel d'une part, les armes et les étoffes d’autre part empruntent en sens inverse le sillon rhodanien.
La présence du fleuve permet le développement des villes comme Arles, Avignon, Lyon ou Vienne qui profitent de leur atout géographique à la croisée du Rhône et des axes de communication terrestres et maritimes. Les franchissements du fleuve participent également de manière déterminante à l’histoire des villes et des territoires.

## Ponts

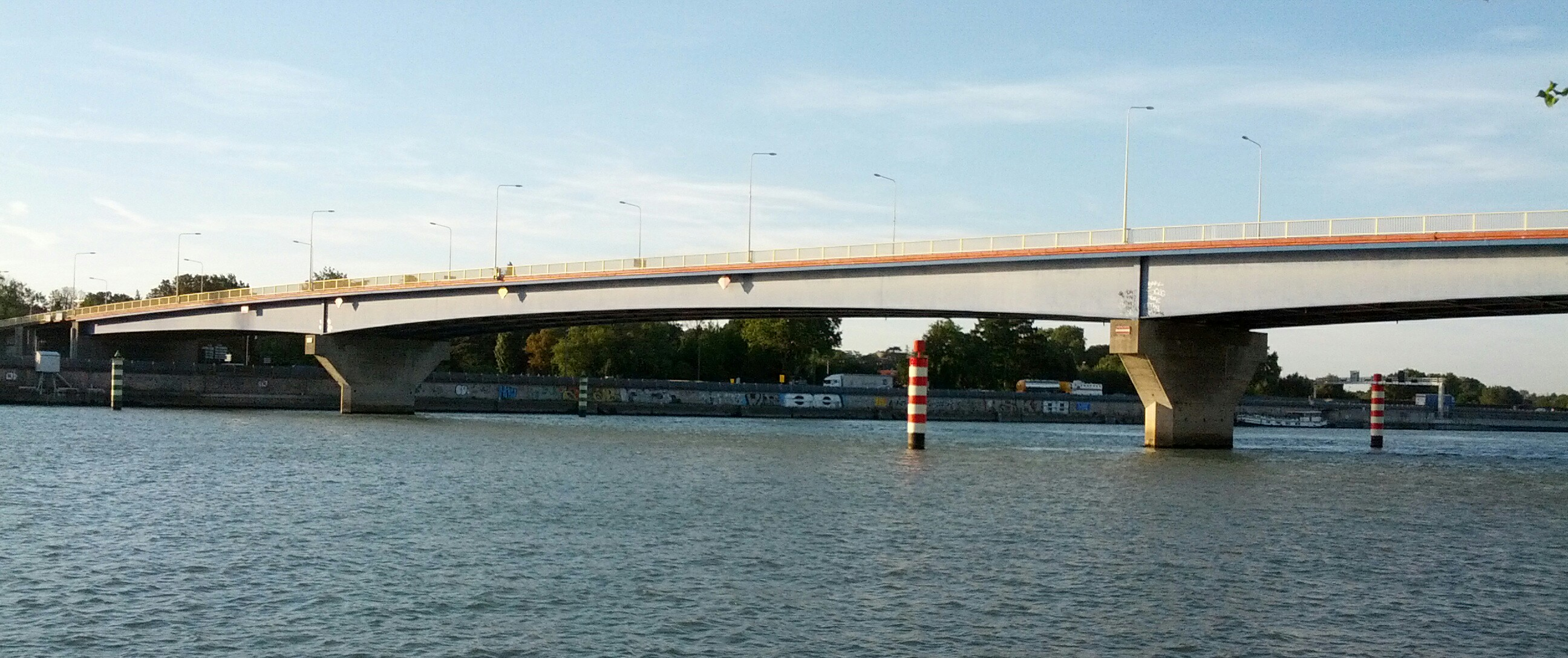
Le pont Frédéric-Mistral à Valence.

Tout au long de son cours, le Rhône compte de nombreux ponts routiers, autoroutiers, ferroviaires, piétonniers, ou mixtes. Le pont de Chancy est le seul pont qui franchit la frontière entre la Suisse et la France sur le Rhône, sans compter le barrage de Chancy-Pougny qui peut aussi faire office de pont pour les collaborateurs de l'exploitation.

## Chiffres et données
- Le Rhône a un système hydrologique extrêmement complexe. Il entame son parcours sous la forme d'un torrent de montagne et se termine dans le delta de la Camargue, après avoir alimenté le Léman et traversé plusieurs villes et grandes agglomérations.
- Sa longueur totale est de 812 km dont 290 km en Suisse et 522 en France.
- En Suisse, il coule dans trois cantons. En France, il irrigue trois régions et vingt et un départements[80].
- Relevé à Beaucaire dans le Gard :
  - son débit moyen annuel est de 1 700 m3/s,
  - son débit de crue a atteint 11 500 m3/s le 4 décembre 2003[54].
- 2 200 millions de mètres cubes d'eau sont prélevés chaque année pour subvenir aux besoins en eau de la population.
- La vallée du Rhône produit le quart de l'énergie électrique française.
- Sept centrales nucléaires sont installées le long du fleuve.
- Le Rhône lui-même produit 20 % de l'énergie hydroélectrique française.
- L'emprise du Plan Rhône est de 2 980 km2.
- La superficie de son bassin hydrographique est de 97 800 km2, dont 90 000 km2 en France.
- Par le débit, le Rhône est le premier fleuve français et le deuxième, après le Nil, de tous ceux qui se jettent dans la mer Méditerranée (hors mer Noire).
- Le rang de Strahler est de huit[2].

## Organismes gestionnaires
En France, depuis 1987, Territoire Rhône est un organisme public créé pour assurer la liaison entre les collectivités territoriales et favoriser la cohérence des actions menées au fil du Rhône.
En Suisse, l'administration fédérale, en particulier l'Office fédéral de l'environnement (OFEV), le Département fédéral des affaires étrangères (DFAE) et l'Office fédéral de l'énergie (OFEN), se coordonne avec les cantons concernés : Valais, Vaud et Genève, ainsi qu'avec les instances françaises. Dès le 28.10.2020, la Suisse s'apprête à renégocier avec la France un accord-cadre sur le Rhône. Des évaluations montrent que la collaboration actuelle est fonctionnelle, elle respecte la Convention d'Helsinki sur les eaux transfrontières. Cependant le gouvernement suisse souhaite améliorer la perspective globale face au défi climatique.

## État écologique et sanitaire
Le fleuve est officiellement reconnu comme pollué par l'État français au moins au regard des polychloro-biphényles (PCB),.
En 1986 à Genève, face à des projets destructeurs, des pollutions de l'eau des affluents et d'autres menaces, une initiative cantonale est lancée. Elle propose une loi sur la protection du site naturel du Rhône. La Loi sur la protection générale des rives du Rhône (L 4 13) est adoptée le 27.01.1989 et entrée en vigueur le 01.04.1989.
De plus sa température moyenne tend à augmenter (+1 à +2 °C sur 30 ans pour les moyennes annuelles), de même que celle de ses affluents (température mesurée précisément sur 30 ans, chaque heure, sur une quinzaine de stations). Ces augmentations sont plus marquées sur le Rhône aval et ses affluents chauds, et le réchauffement est le plus important au printemps et en été (hormis sur les stations soumises à un régime hydrologique nivo-glaciaire). Or, une eau qui se réchauffe perd une partie de sa capacité à conserver son oxygène dissous. Les données disponibles ne permettent pas de faire la part des causes climatiques et de celles liées à l'artificialisation du cours (lacs de barrages…) ou au réchauffement par les centrales nucléaires.
Dans le cadre du dérèglement climatique, ce réchauffement pourrait se poursuivre.

### Sites RAMSAR
Entre la source et l'embouchure du Rhône, sept zones humides sont inscrites comme sites RAMSAR.

#### SiteRhonegletschervorfeld
Le site Rhonegletschervorfeld est centré sur la source qui s'écoule du glacier, la partie inférieure de celui-ci et la surface de terrain découverte par le retrait des glaces. Il est remarquable comme plaine alluviale alpine, par le cours du Rhône non réglementé et une grande biodiversité. Il inclut des associations pionnières et des étapes successives jusqu'à la forêt de mélèzes. Il accueille de nombreuses espèces en danger inscrites sur la liste rouge. Ce site est aussi protégé aux niveaux du canton du Valais, et de la Confédération, par l'Office fédéral de l'environnement OFEV, Division Espèces, écosystèmes, paysages. Il est particulièrement menacé par les changements climatiques qui accentuent le recul des glaces et diminuent l'enneigement, ce qui affecte la végétation et le régime des eaux en aval.

#### LesGrangettes
Le site des Grangettes englobe une zone marécageuse du delta du Rhône et l’extrémité est du Léman entre Saint-Saphorin et Saint-Gingolph. La réserve naturelle a reconstitué des zones humides que les travaux de maîtrise du cours du Rhône avaient supprimées au XXe siècle.

#### Impluvium d'Évian
L’Impluvium d'Évian est une zone humide située sur le plateau de Gavot, entre les préalpes et la pente qui rejoint la berge du Léman, au-dessus de la ville d’Évian-les-Bains. Ses références administratives sont le canton d’Évian, l’arrondissement de Thonon-les-Bains, le département de la Haute-Savoie, la région Auvergne-Rhône-Alpes et la France. Il est remarquable par la diversité et la qualité de ses zones humides, d’une surface de 200 hectares sur les 3 275 ha de tout le site. Il fait partie d’un système hydrologique qui recueille et infiltre les eaux pluviales et de ruissellement qui produisent les eaux minérales d’Évian. Ses habitats comprennent des prairies humides, des tourbières, des sources, des bas-marais, un petit lac et des bois tourbeux. On y trouve trente-trois espèces végétales rares. Le site est protégé selon les catégories UICN au niveau national par des arrêtés de biotopes et au niveau européen selon Natura 2000.

#### Rives du Lac Léman
Le site Rives du Lac Léman est situé en Haute-Savoie sur la rive gauche du lac, ses coordonnées sont Latitude : 46° 21’ 15’’ N, Longitude : 06° 22’ 53’’ E. Il rassemble diverses zones d’intérêt écologiques, dont la réserve naturelle du Delta de la Dranse, le domaine de Ripaille, la réserve de chasse au gibier d’eau d’Excenevex et les dunes lacustres de Sciez, sur une surface de 1 915 ha. Il protège la principale concentration d’avifaune hivernante du Léman (20 000 oiseaux) et offre des frayères aux truites du lac.

#### Rhône genevois - vallons de l'Allondonet de laLaire
Ce site, qui englobe la totalité du fleuve dans le canton de Genève ainsi que deux de ses affluents, s'étend de la Rade de Genève (peu avant la sortie du Léman) à la frontière française ; il comprend aussi leurs berges, ainsi que des zones humides et des espaces boisés ou riches en biodiversité. La portion située au niveau du barrage de Verbois est inscrite comme Important Bird Areas IBA. Il jouxte en amont la zone ornithlogique IBA 07 « Lac Léman : Versoix – Hermance – Genève » et à l'aval la zone protégée sur France « Haute chaîne du Jura : Défilé de l’Écluse, Etournel et Mont Vuache » IBA FR 172.

#### Lac du Bourget- Marais deChautagne
Ce site comprend le lac du Bourget et les zones marécageuses de Chautagne. Il est relié au Rhône par le canal de Savière qui lui sert d'émissaire, sauf lors de crue lorsque le courant s'inverse pour fournir au Rhône un déversoir. Avant les travaux de régulation du niveau du lac, les fluctuations étaient plus fréquentes. Le lac, les roselières et les zones humides des alentours accueillent de nombreuses espèces d'oiseaux pour la nidifcation, un repos sur la route des migrations ou un lieu d'hivernage.

#### Camargue
Situé au delta du Rhône qui aboutit dans la mer Méditerranée, dans la région Provence-Alpes-Côte d'Azur, ce site de 85 000 ha comprend plusieurs étangs (14 758 ha) et des marais, avec un gradiant de salinité, à une altitude de 4 à 0 m. Divers milieux naturels occupent environ la moitié de la surface, dont des sansouïres (mot provençal pour pré-salés), dunes, pelouses et bois. L'agriculture occupe 26 % de la surface, avec de la riziculture et de l'élevage, les salins 17 %. Le site, la flore et la faune sont menacés par la pollution de l'eau du Rhône, les pesticides agricoles, la démoustication, des projets de constructions de ponts et d'équipements touristiques, les perturbations de la dynamique des plans d'eau temporaires pour la chasse, ainsi que la tuerie illimitée de 100 000 à 150 000 canards chaque hiver. Au niveau international, il est inscrit comme Réserve de biosphère de l'UNESCO et UE Natura 2000 ; au niveau national il y a une réserve, le parc naturel régional et des réserves de chasse.